# 彩虹邨

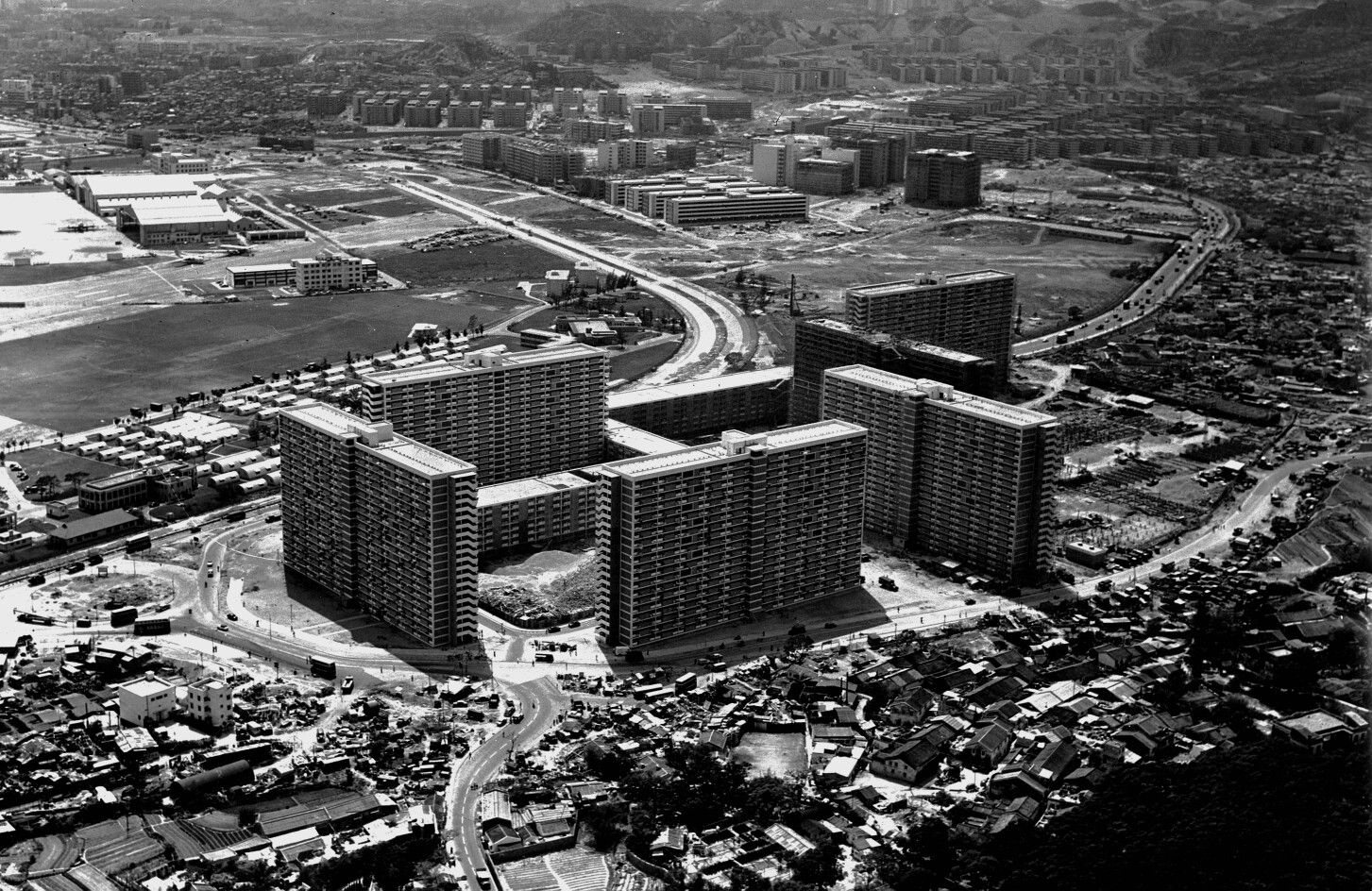
興建中之彩虹邨（1963年）

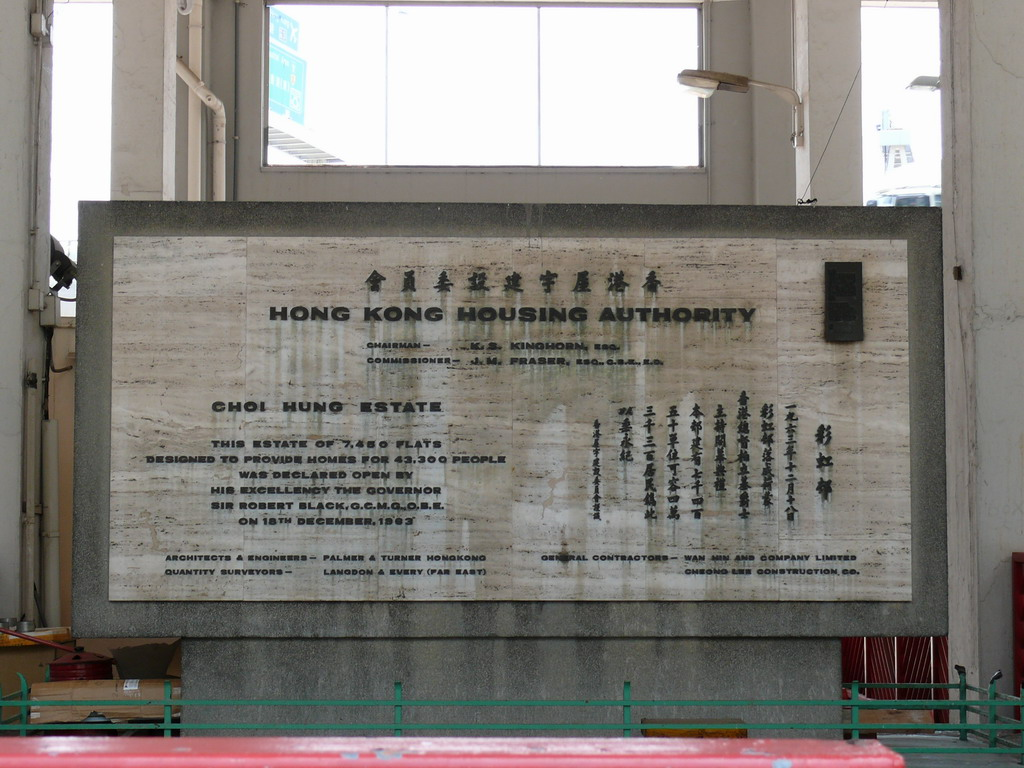
彩虹邨開幕的典禮牌匾，其右上方掛有1965年的前香港建築師公會銀牌獎獎牌

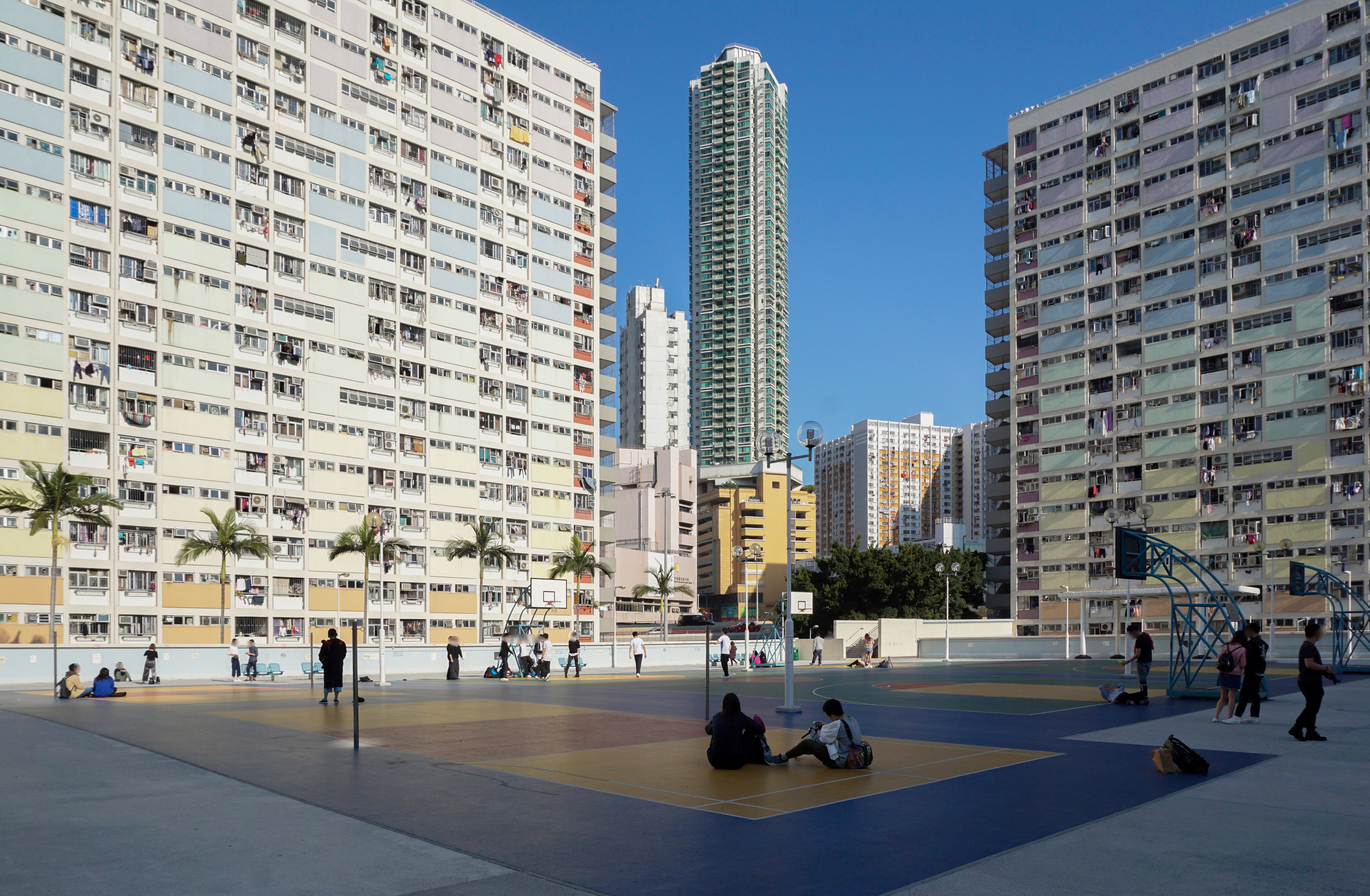
彩虹邨內的羽毛球及籃球場，近年成為遊客喜愛拍攝的香港景點之一

彩虹邨（英語：Choi Hung Estate）是香港早期興建之公共屋邨之一，獲稱為「香港最美屋邨」，佔地逾5.1公頃，位於九龍黃大仙區牛池灣，由香港屋宇建設委員會發展，巴馬丹拿建築及工程師有限公司設計，融入包豪斯風格元素。因為設計獨特，彩虹邨榮獲了香港首個建築獎項——1965年香港建築師學會年度最高榮譽「銀牌獎」。現時由香港房屋委員會管理。

## 位置、概要與歷史
彩虹邨位於牛池灣，由多條東九龍區主要幹道包圍：龍翔道以南，太子道東以北，觀塘繞道以東及清水灣道以西，鄰近彩虹交匯處，因此交通十分便利。
彩虹邨在興建時曾經稱為彩虹新村，得名於牛池灣鄉的彩虹村，毗鄰的港鐵彩虹站亦因彩虹邨得名。屋邨的前身為九龍十三鄉牛池灣、沙地園、元嶺和坪頂之間的屋舍田地，1960年清拆。政府於1958年批出該地給屋宇建設委員會興建大型屋邨，隨即展開工程，各樓宇由1962年至1964年間分期落成。是由香港總督柏立基爵士於1963年12月18日為彩虹邨主持開幕典禮，有關牌匾仍擺放於金碧樓下的藍鐘路（彩虹邨邨內入口通道）。自該邨在1965年獲得香港建築師公會（今香港建築師學會）年度最高榮譽「銀牌獎」後，該邨開幕牌匾便掛有該獎牌，上面寫有的表揚對象為巴馬丹拿的Ian J. Campbell及Dick N. Pang。
屋邨早期亦成為不少外國官員來港探訪的其中一站，包括前美國副總統尼克遜（1964年）、英國瑪嘉烈公主（1966年）、雅麗珊郡主伉儷（1980年）及港督麥理浩，尼克遜到訪時更加與居民打羽毛球。
彩虹邨入伙時，所有七層高相連式低座住宅大廈均沒有升降機，房屋委員會其後在2010-2011年為這些樓宇安裝升降機。

### 重建
於《2022年度香港行政長官施政報告》中，建議選出多一個公共屋邨展開重建研究。由於彩虹邨樓齡較高，於2023年被房委會選作重建，首期重建將以美東邨重建後的新樓宇作安置資源。
2024年10月，房委會向黃大仙區議會公布重建計劃方案，首期預計於2028至2029年率先拆卸碧海樓、金碧樓、丹鳳樓、街市，以及聖公會兩間已遷出的小學校舍，原有位置預計於2035至2036年完成重建後將會安置下一期（錦雲樓、紅萼樓、金漢樓及白雪樓）的居民。最後一期（翠瓊樓、金華樓、綠晶樓、 紫薇樓及多層停車場）預計將會於2042至2043年拆卸，原有居民屆時將會獲安置到第二期的新樓宇，整個重建計劃預計於2048至2049年完成 。

## 屋邨資料
彩虹邨為當年區內較有規劃的單一屋邨工程，佔地27英畝，共有8幢20層高長型高座及3幢7層高相連式低座住宅大廈，每座高座大廈有40個單位，1樓（其中有2個空號為各單位信箱及委員會會址）並設有4部升降機服務各層，由六樓起大廈內部各翼設遊樂空間一個。
屋邨近年成為港人和遊客喜愛拍攝的香港景點之一；2016年11月韓國男團Seventeen《Check-in》音樂錄影帶在彩虹邨取景，對彩虹邨的宣傳效果卻不及韓國女團本月少女 1/3於翌年拍攝的音樂錄影帶。2017年3月本月少女 1/3的出道音樂專輯《Love & Live》於彩虹邨籃球場和羽毛球拍攝音樂錄影帶，令彩虹邨在香港以外爆紅。

### 樓宇
| 樓宇名稱（座號）            | 門牌號碼   | 樓宇類型                    | 落成年份 | 層數 | 每層伙數 | 每座單位總數（伙） | 建築師   | 承建商   | 原先提供升降機的廠商 | 現時提供升降機的廠商               | 期數 | 預計遷出年份 |
| --------------------------- | ---------- | --------------------------- | -------- | ---- | -------- | ------------------ | -------- | -------- | -------------------- | ---------------------------------- | ---- | ------------ |
| 紫薇樓（第1座）   | 紫葳路9號  | 舊長型 （中央走廊式，高座） | 1962年   | 20   | 40       | 800                | 巴馬丹拿 | 德榮建築 | 迅達 Monotron (AC/1) | 英國通用電氣-快而安 TMS-200 (ACVV) | 1    | 2042至2043年 |
| 丹鳳樓（第2座） （英語：Tan Fung House）  | 紫葳路5號  | 舊長型 （中央走廊式，高座） | 1962年   | 20   | 40       | 800                | 巴馬丹拿 | 德榮建築 | 迅達 Monotron (AC/1) | 英國通用電氣-快而安 TMS-200 (ACVV) | 1    | 2028至2029年 |
| 綠晶樓（第3座） （英語：Luk Ching House）  | 紫葳路15號 | 舊長型 （中央走廊式，高座） | 1963年   | 20   | 40       | 800                | 巴馬丹拿 | 德榮建築 | 迅達 Monotron (AC/1) | 英國通用電氣-快而安 TMS-200 (ACVV) | 2    | 2042至2043年 |
| 白雪樓（第4座） （英語：Pak Suet House）  | 黃菊路2號  | 舊長型 （中央走廊式，高座） | 1963年   | 20   | 40       | 800                | 巴馬丹拿 | 德榮建築 | 迅達 Monotron (AC/1) | 英國通用電氣-快而安 TMS-200 (ACVV) | 2    | 2035至2036年 |
| 翠瓊樓（第5座） （英語：Tsui King House）  | 青楊路2號  | 舊長型 （中央走廊式，高座） | 1964年   | 20   | 40       | 800                | 巴馬丹拿 | 德榮建築 | 迅達 Monotron (AC/1) | 英國通用電氣-快而安 TMS-200 (ACVV) | 3    | 2042至2043年 |
| 紅萼樓（第6座） （英語：Hung Ngok House）  | 紅梅路5號  | 舊長型 （中央走廊式，高座） | 1964年   | 20   | 40       | 800                | 巴馬丹拿 | 德榮建築 | 迅達 Monotron (AC/1) | 英國通用電氣-快而安 TMS-200 (ACVV) | 4    | 2035至2036年 |
| 碧海樓（第7座） （英語：Pik Hoi House）  | 綠柳路2號  | 舊長型 （中央走廊式，高座） | 1963年   | 20   | 40       | 800                | 巴馬丹拿 | 德榮建築 | 迅達 Monotron (AC/1) | 英國通用電氣-快而安 TMS-200 (ACVV) | 2    | 2028至2029年 |
| 錦雲樓（第8座） （英語：Kam Wan House）  | 紅梅路1號  | 舊長型 （中央走廊式，高座） | 1964年   | 20   | 40       | 800                | 巴馬丹拿 | 德榮建築 | 迅達 Monotron (AC/1) | 英國通用電氣-快而安 TMS-200 (ACVV) | 4    | 2035至2036年 |
| 金碧樓（第9座）   | 綠柳路8號  | 舊長型 （中央走廊式，低座） | 1963年   | 7    | 48       | 336                | 巴馬丹拿 | 德榮建築 | （沒有升降機）       | 三菱 Elesenna (VVVF)               | 2    | 2028至2029年 |
| 金華樓（第10座）  | 紫葳路19號 | 舊長型 （中央走廊式，低座） | 1963年   | 7    | 32       | 224                | 巴馬丹拿 | 德榮建築 | （沒有升降機）       | 三菱 Elesenna (VVVF)               | 2    | 2042至2043年 |
| 金漢樓（第11座）  | 青楊路11號 | 舊長型 （中央走廊式，低座） | 1964年   | 7    | 30       | 210                | 巴馬丹拿 | 德榮建築 | （沒有升降機）       | 三菱 Elesenna (VVVF)               | 3    | 2035至2036年 |

粗體表示該樓宇牽涉26座問題公屋醜聞，其混凝土強度未達高層單位20.7MPa或低層單位31MPa的標準，但由於情況並不嚴重，故此一直未列入「整體重建計劃」。

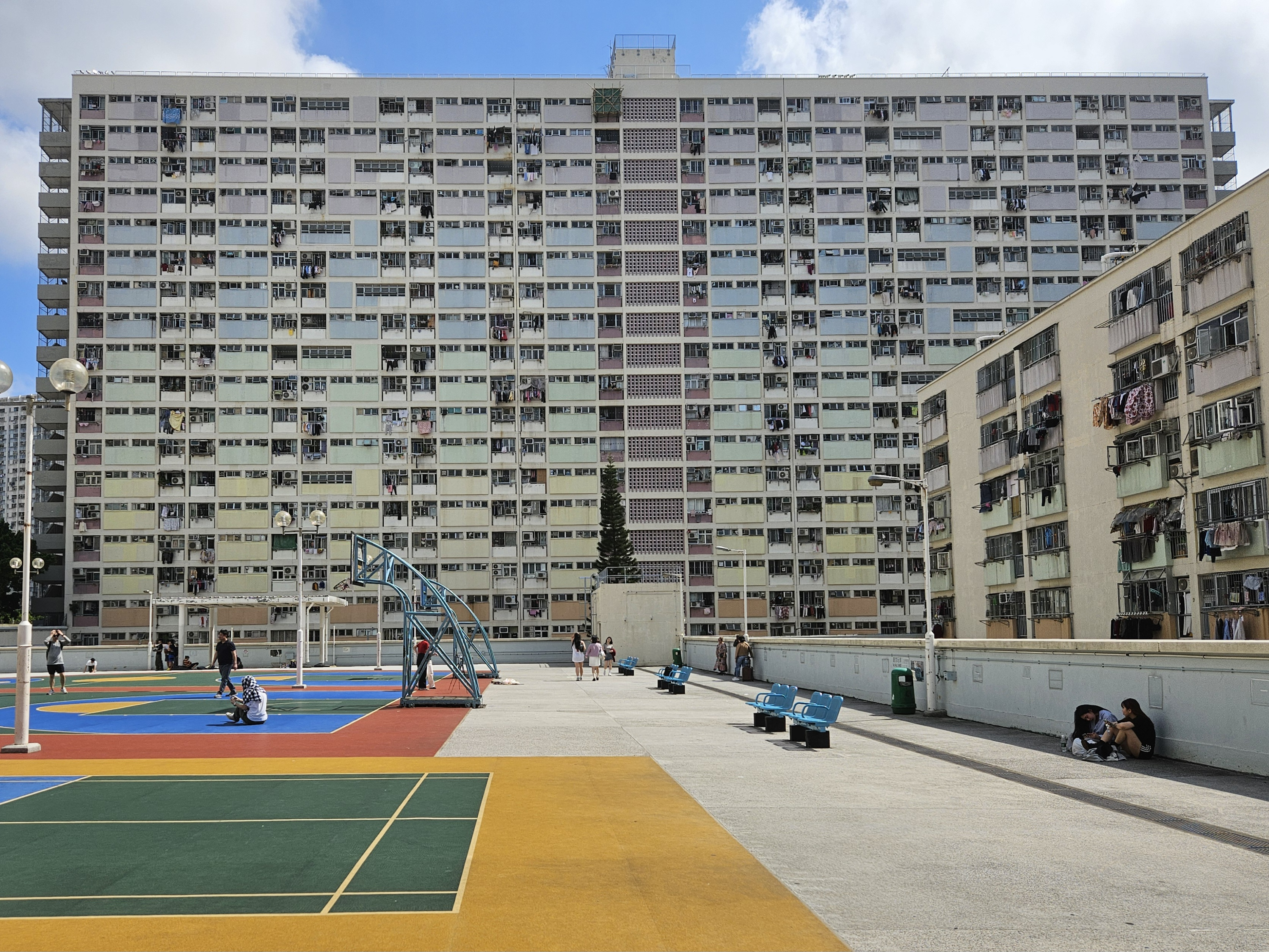
紫薇樓
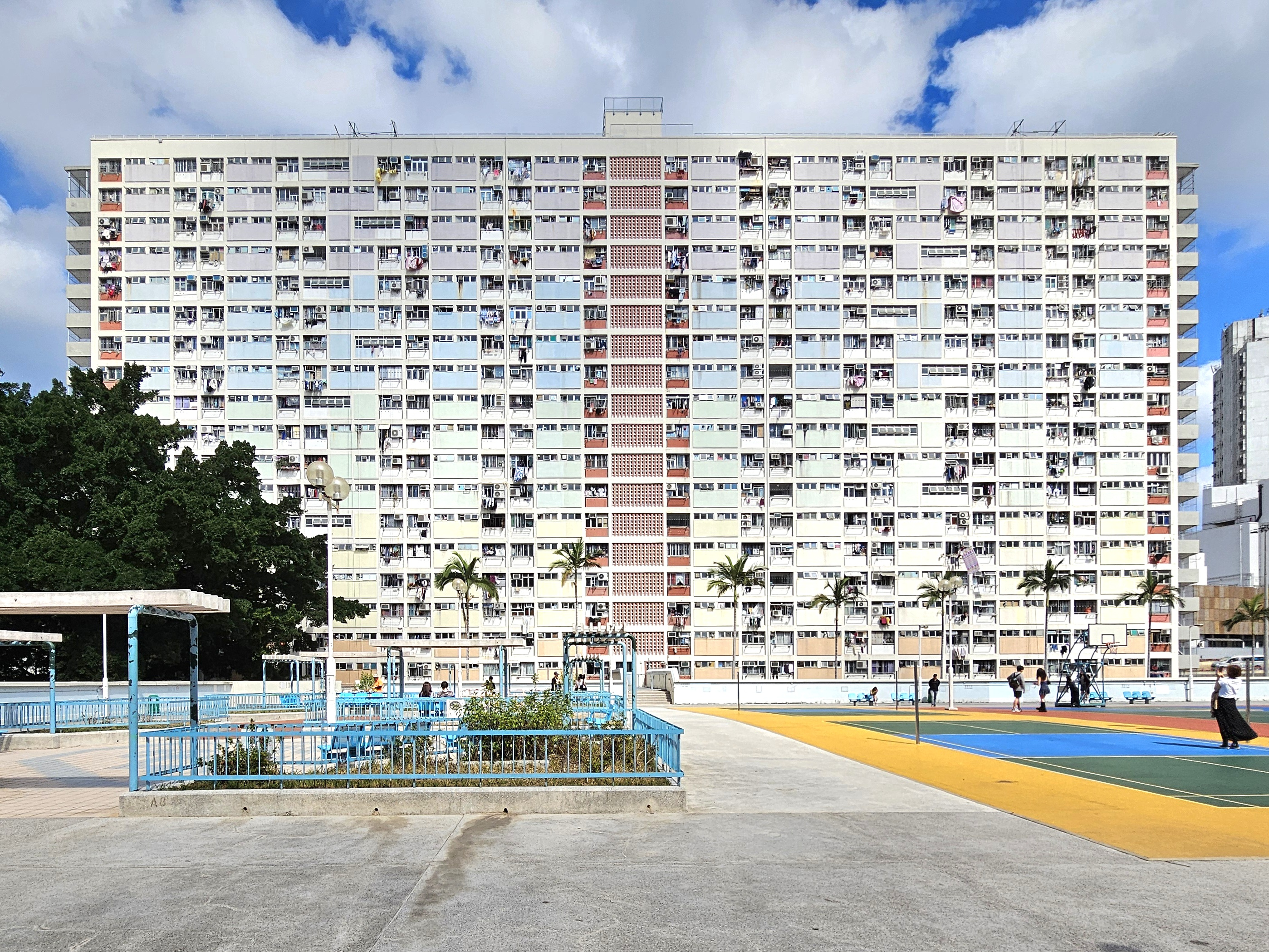
丹鳳樓

### 單位設計
每個單位設有客飯廳、騎樓、廚房、浴室連洗手間及生活空間。四人房及六人房設於高座大廈內，而八人房及十二人房則設於低座大廈內。
在1960年代入伙初期月租48至130港元不等，當時一個毛衣廠工人月入約是150至300港元。

### 設施

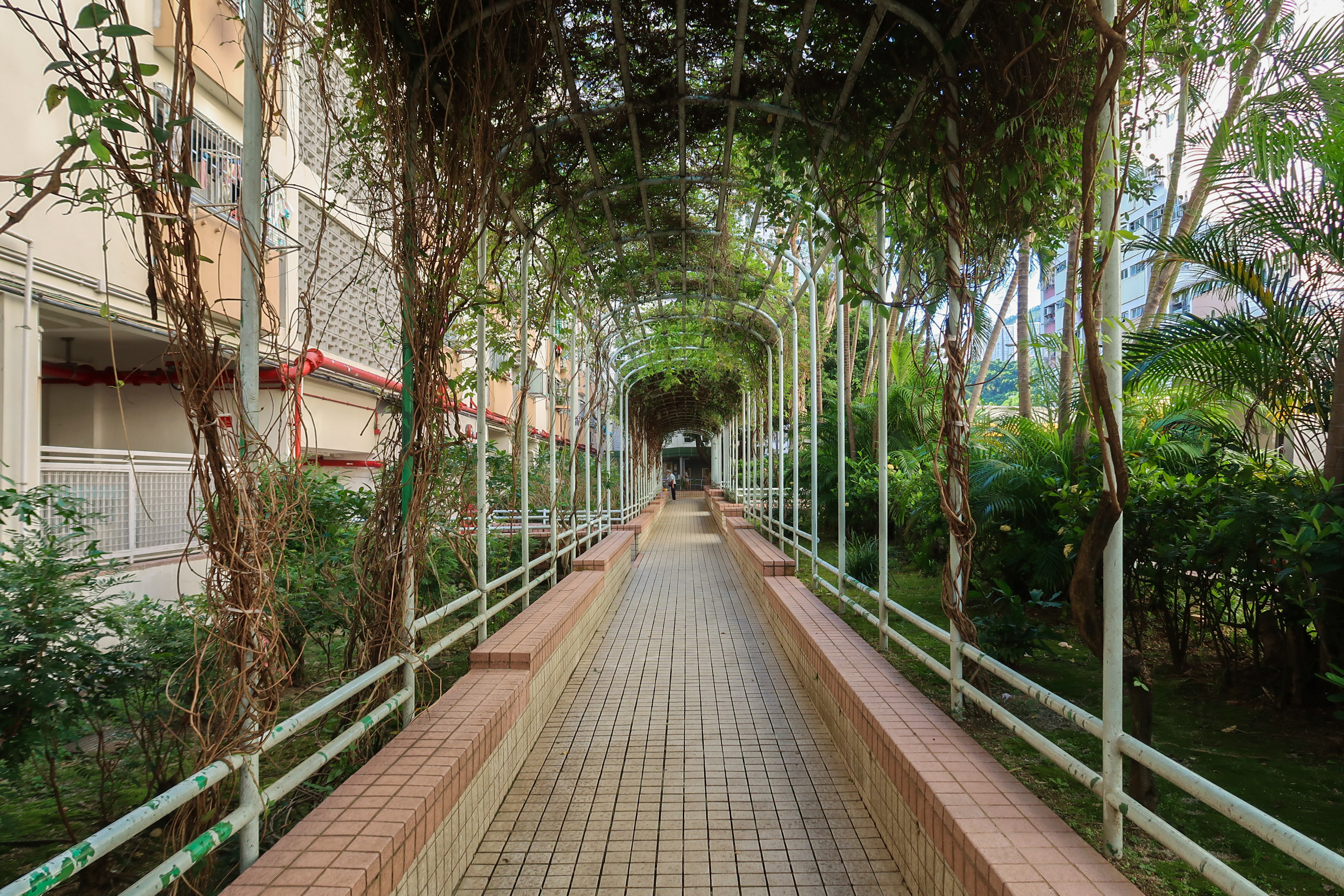
金漢樓對出的花棚

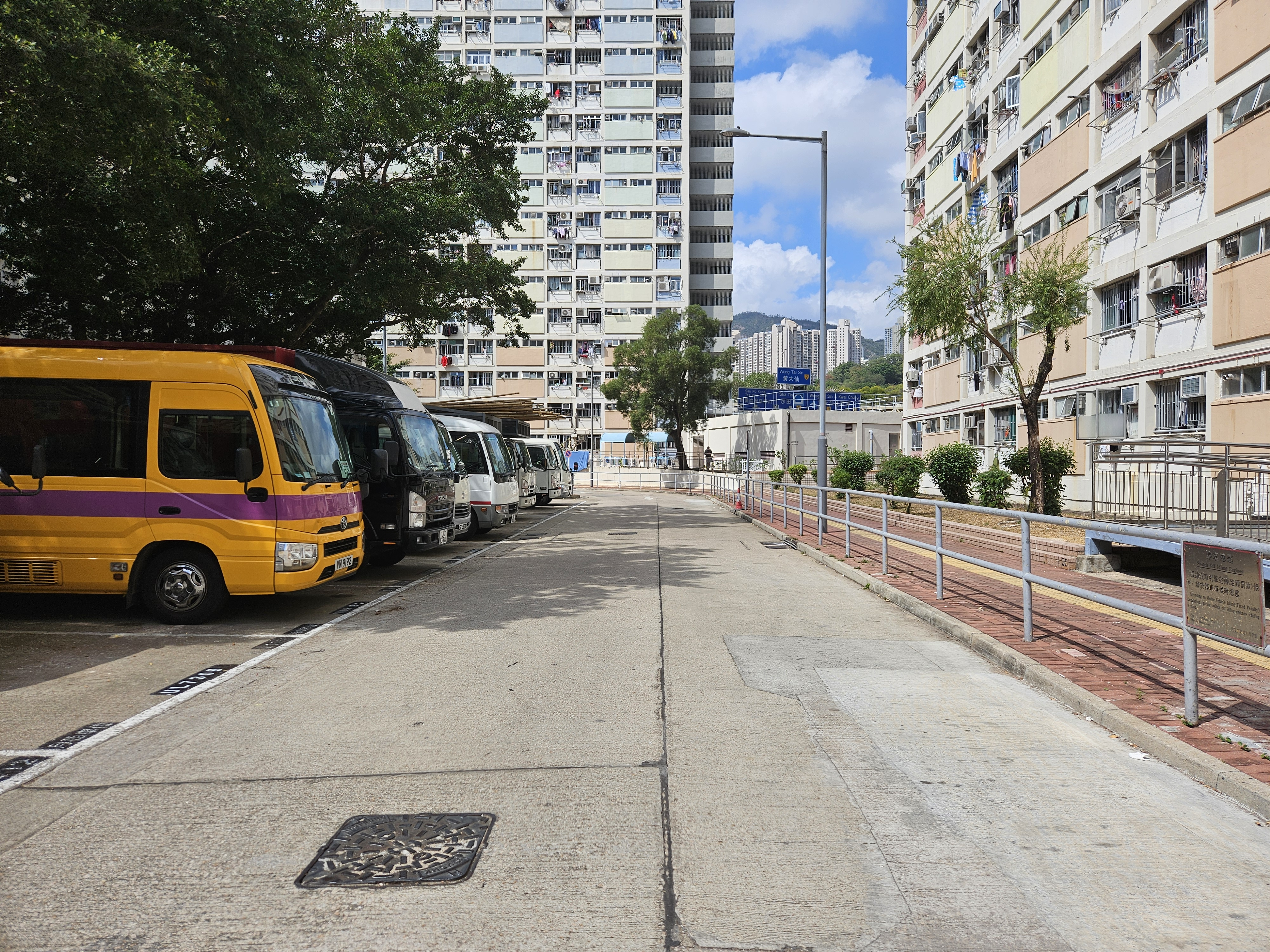
紅梅路

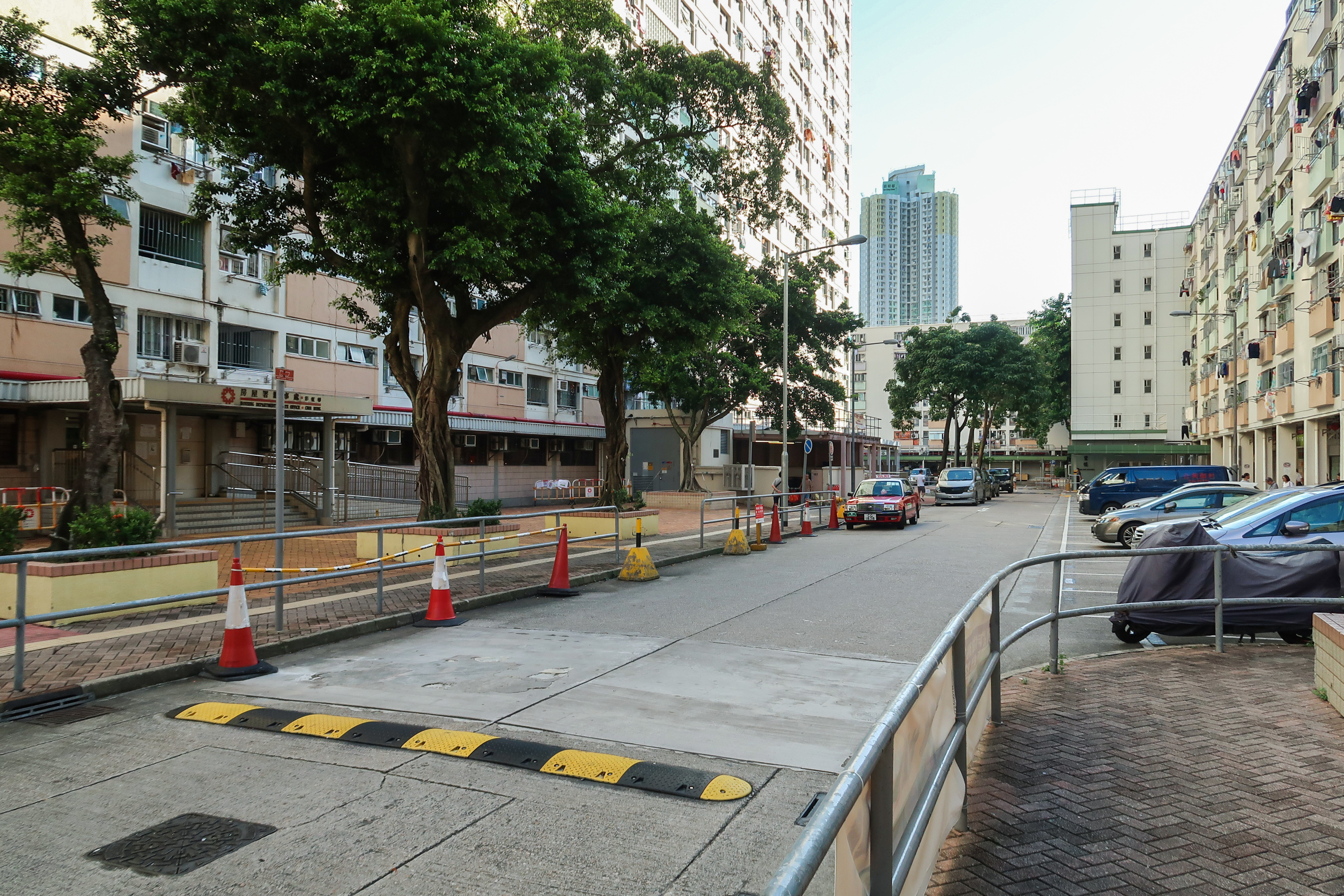
青楊路

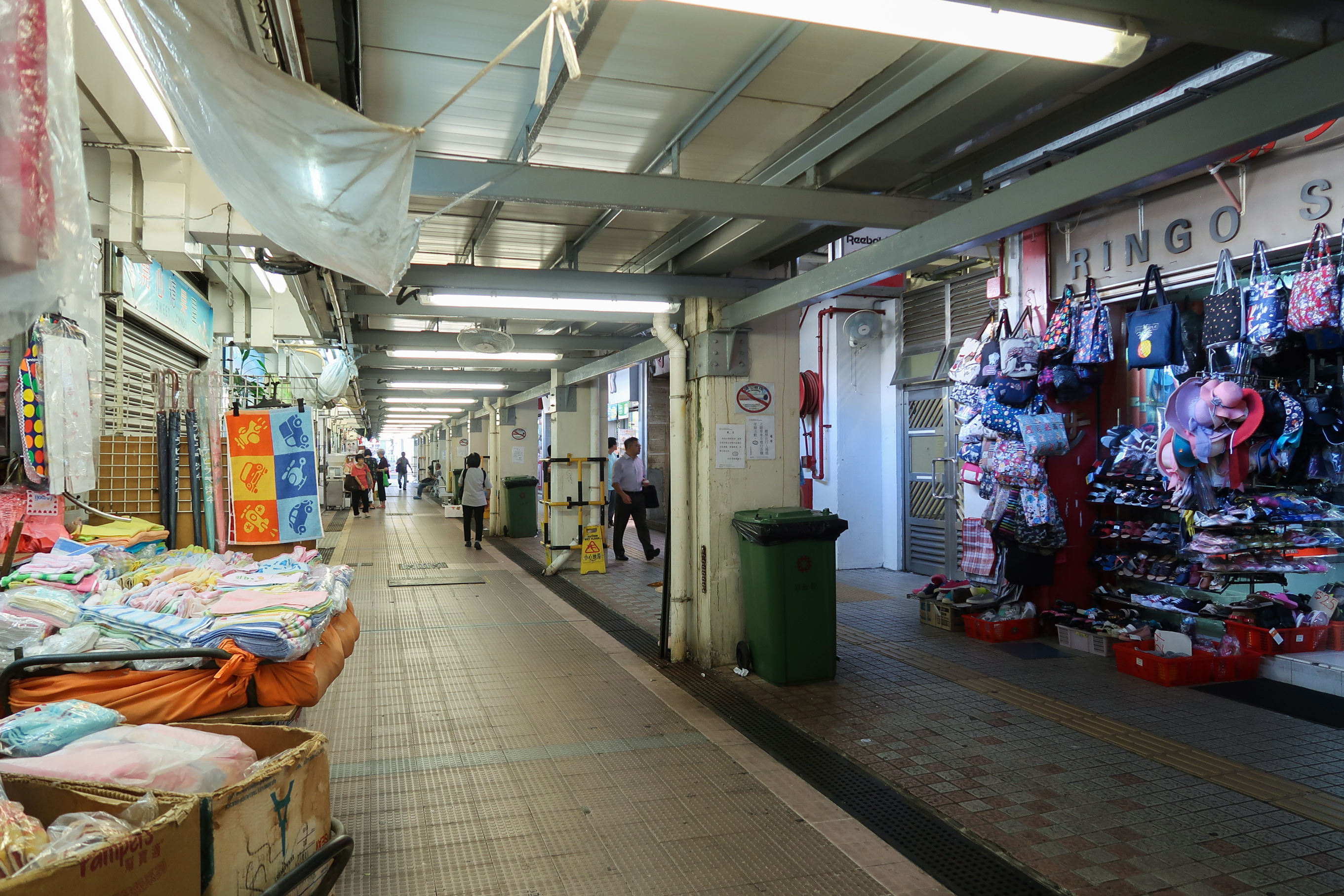
彩虹邨街市

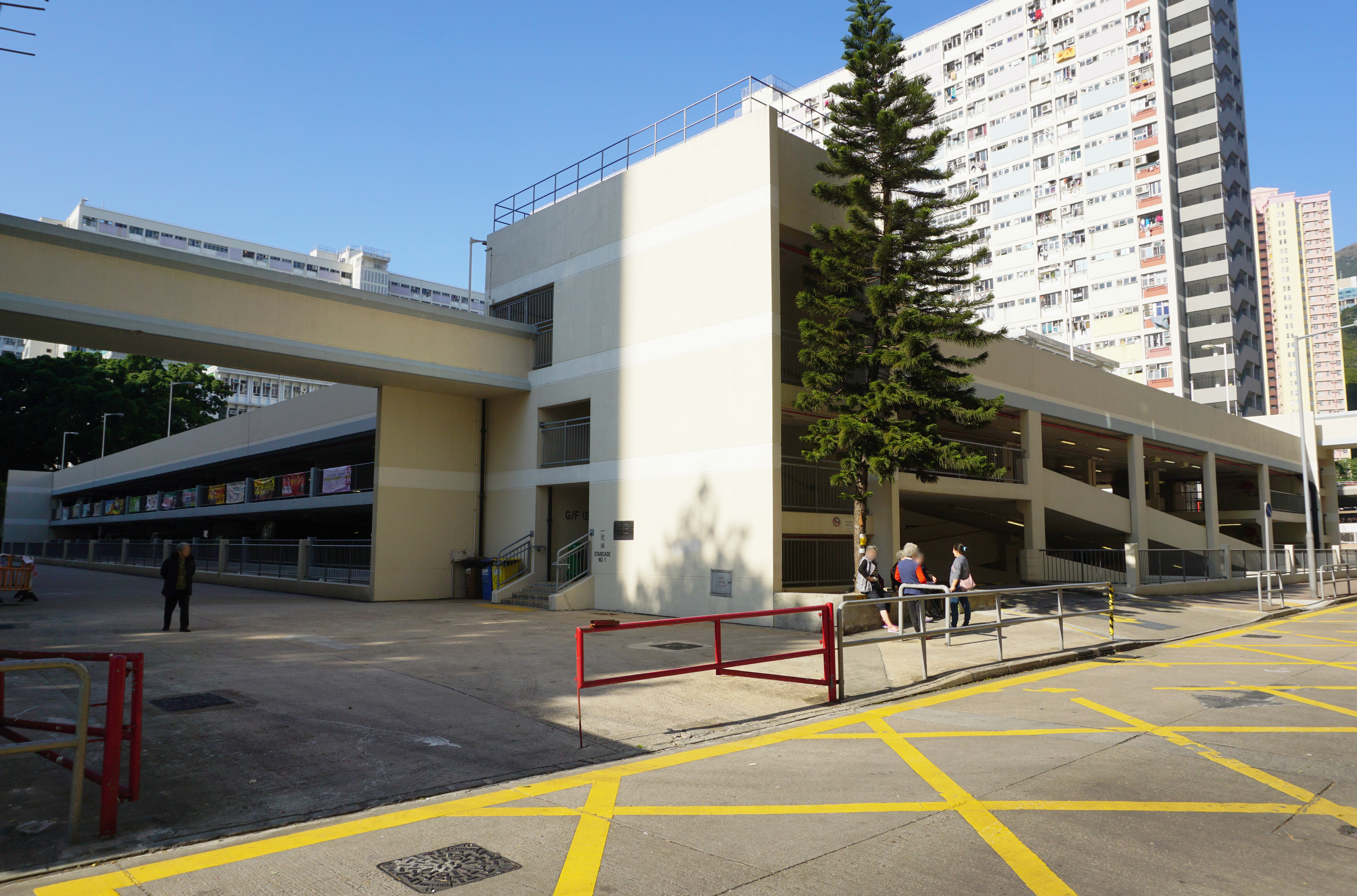
停車場

邨內設有一所停車場及五所學校，部份低座樓宇地下亦設有商店售賣食物及日常用品，亦設有一所郵政局。邨內亦設有邨內行車道路，連接各樓宇及接駁觀塘道、龍翔道及彩虹道，附近也設有彩虹交匯處。

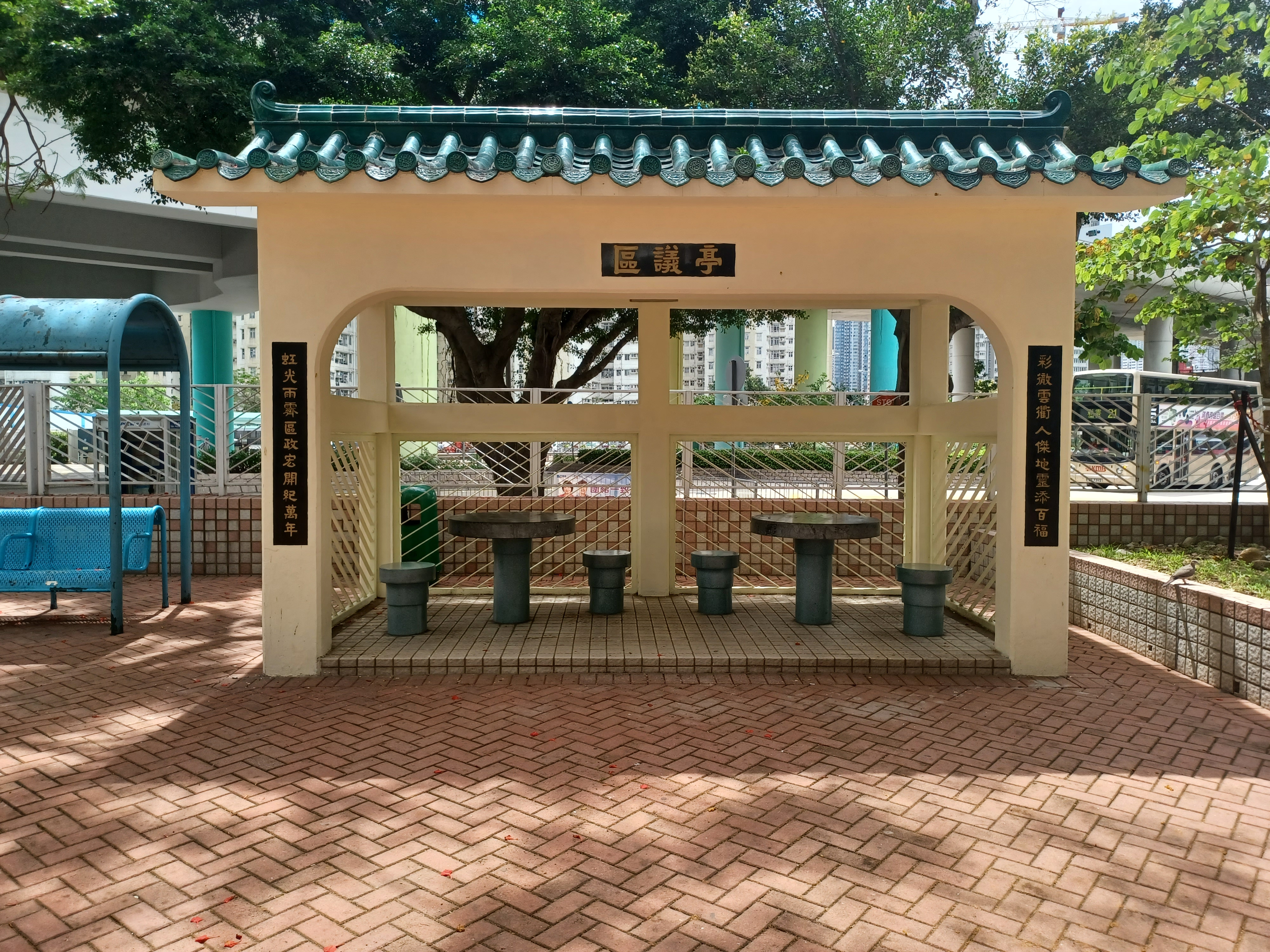
涼亭
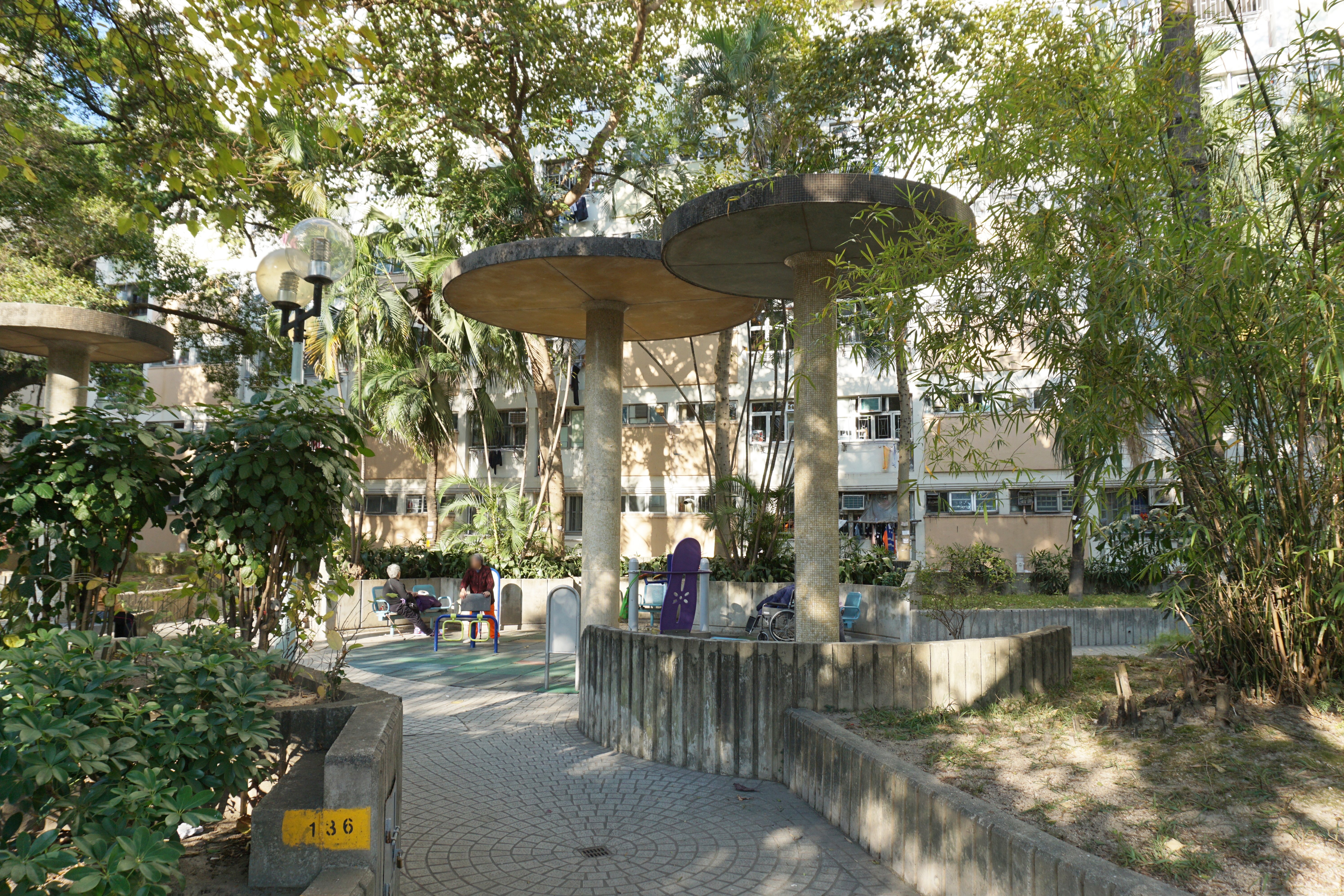
圓柱涼亭和健體區
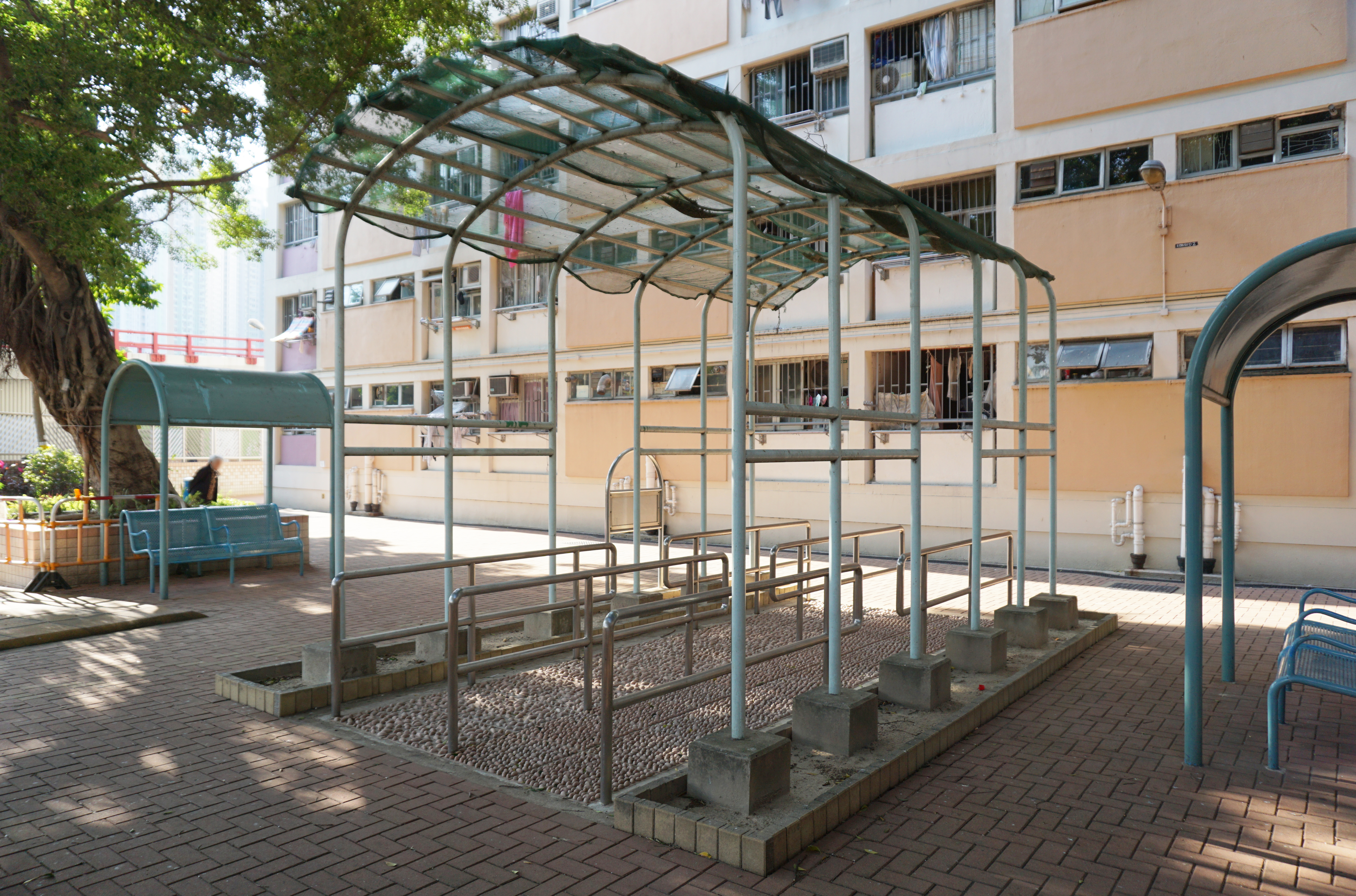
卵石路步行徑
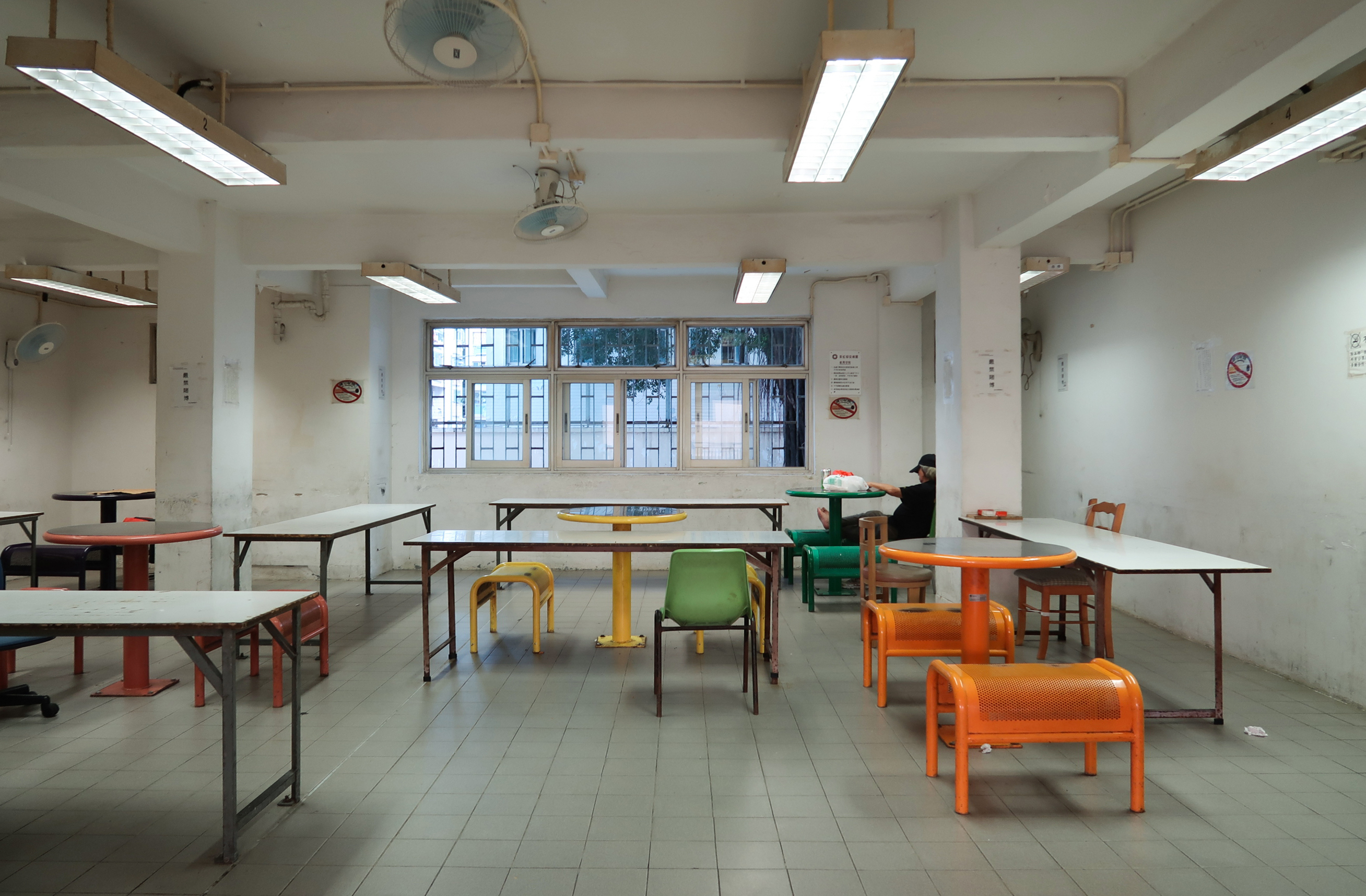
金漢樓地下的閒座區
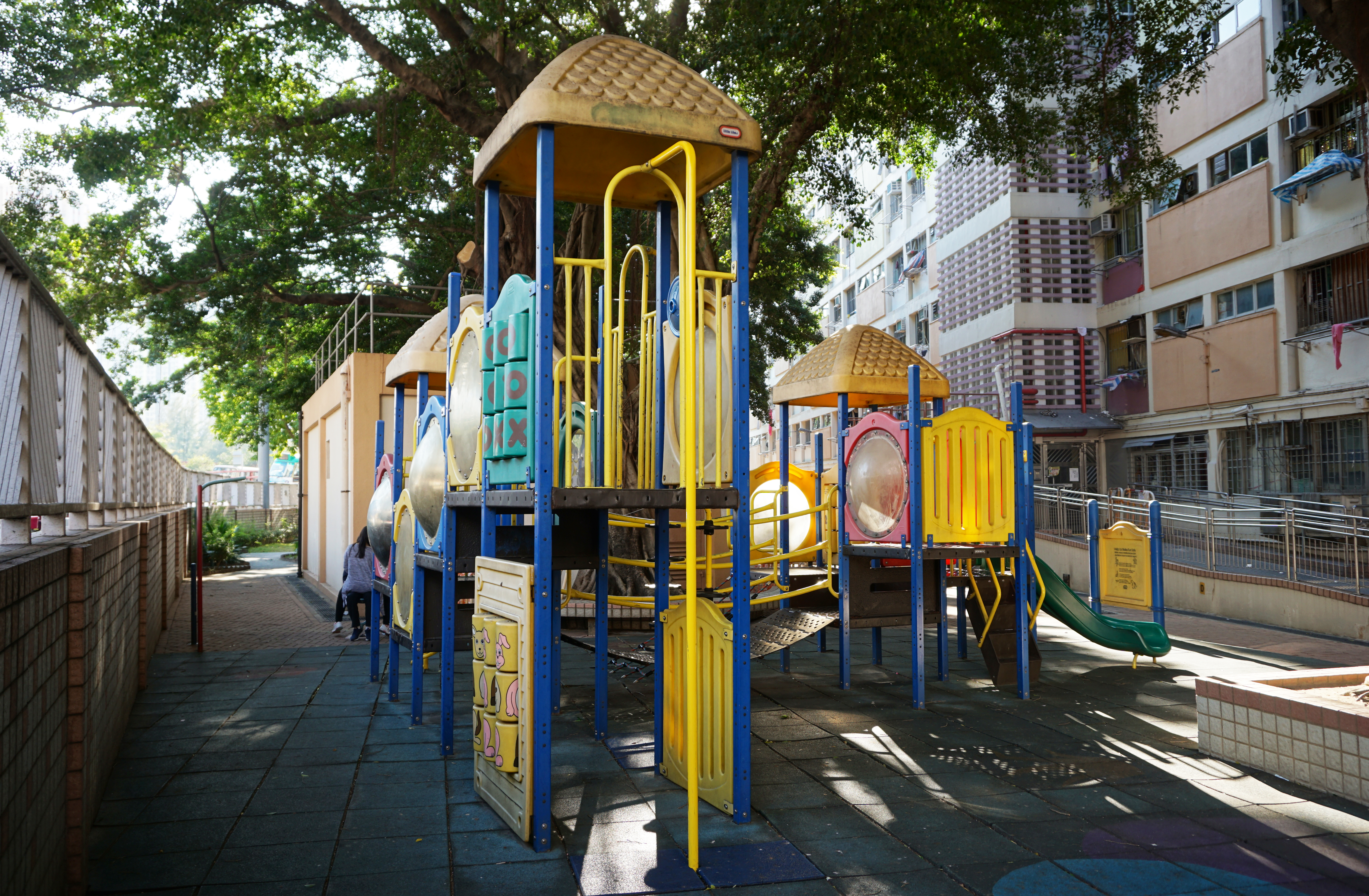
兒童遊樂場（1）
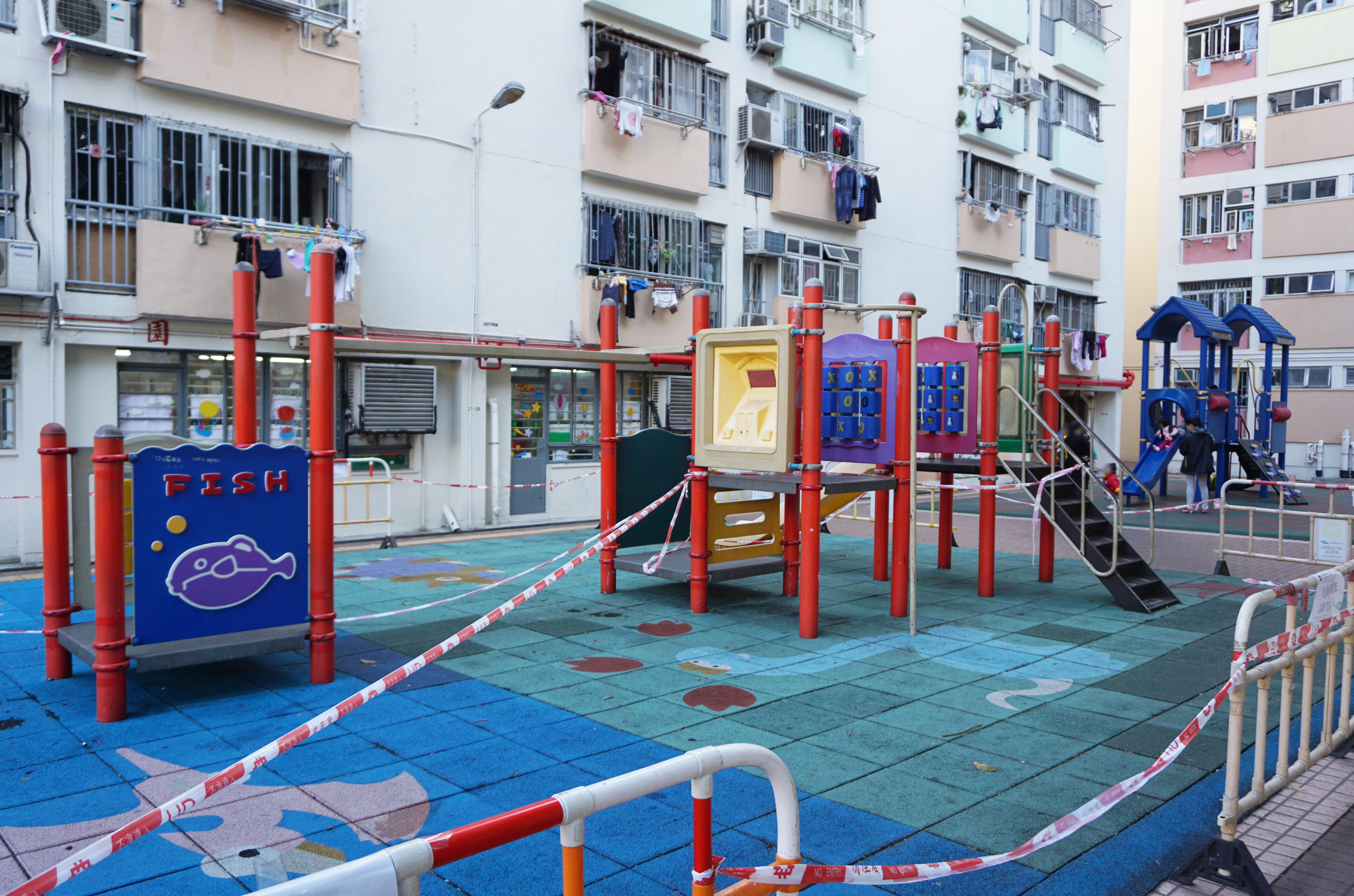
兒童遊樂場（2）
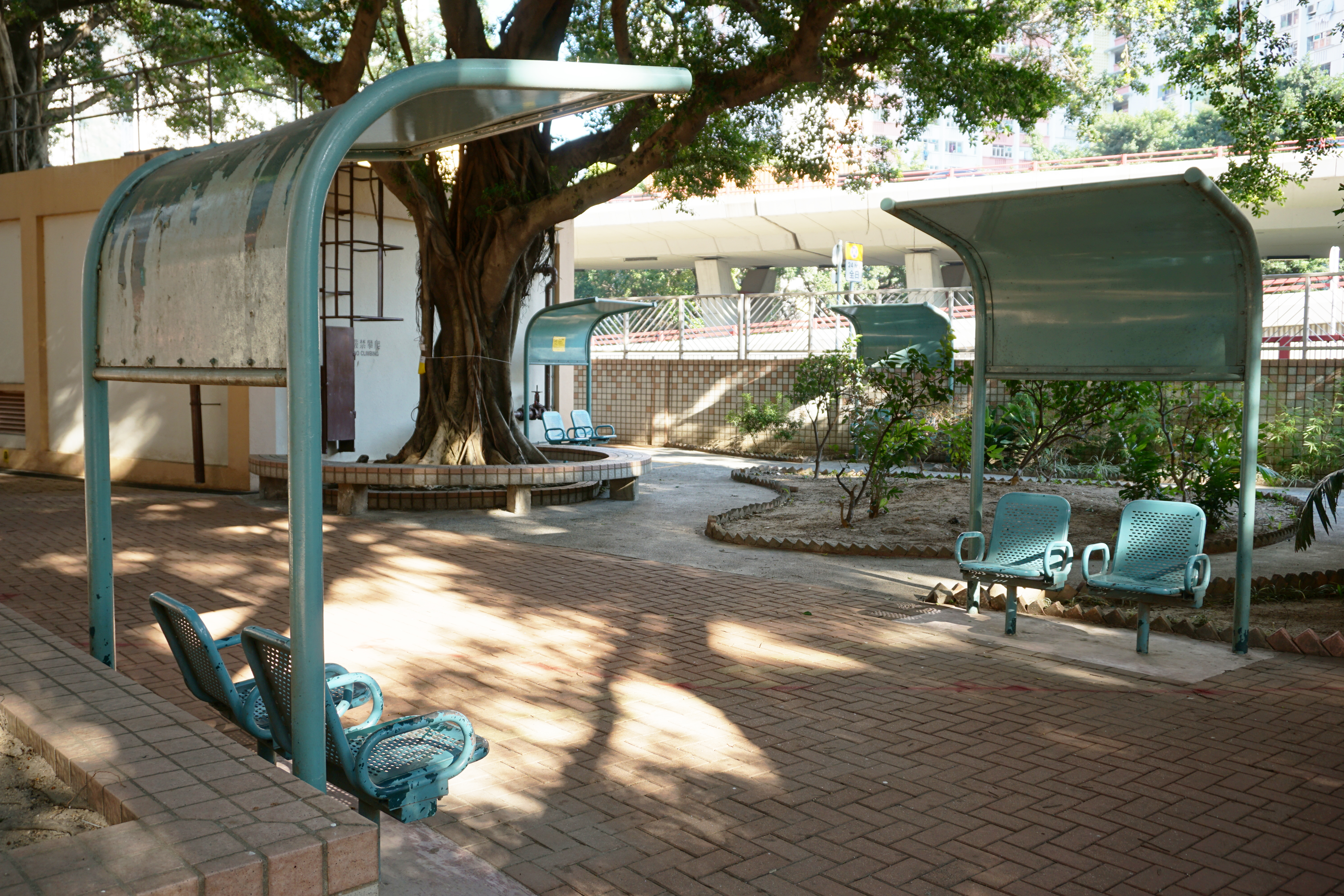
休憩區
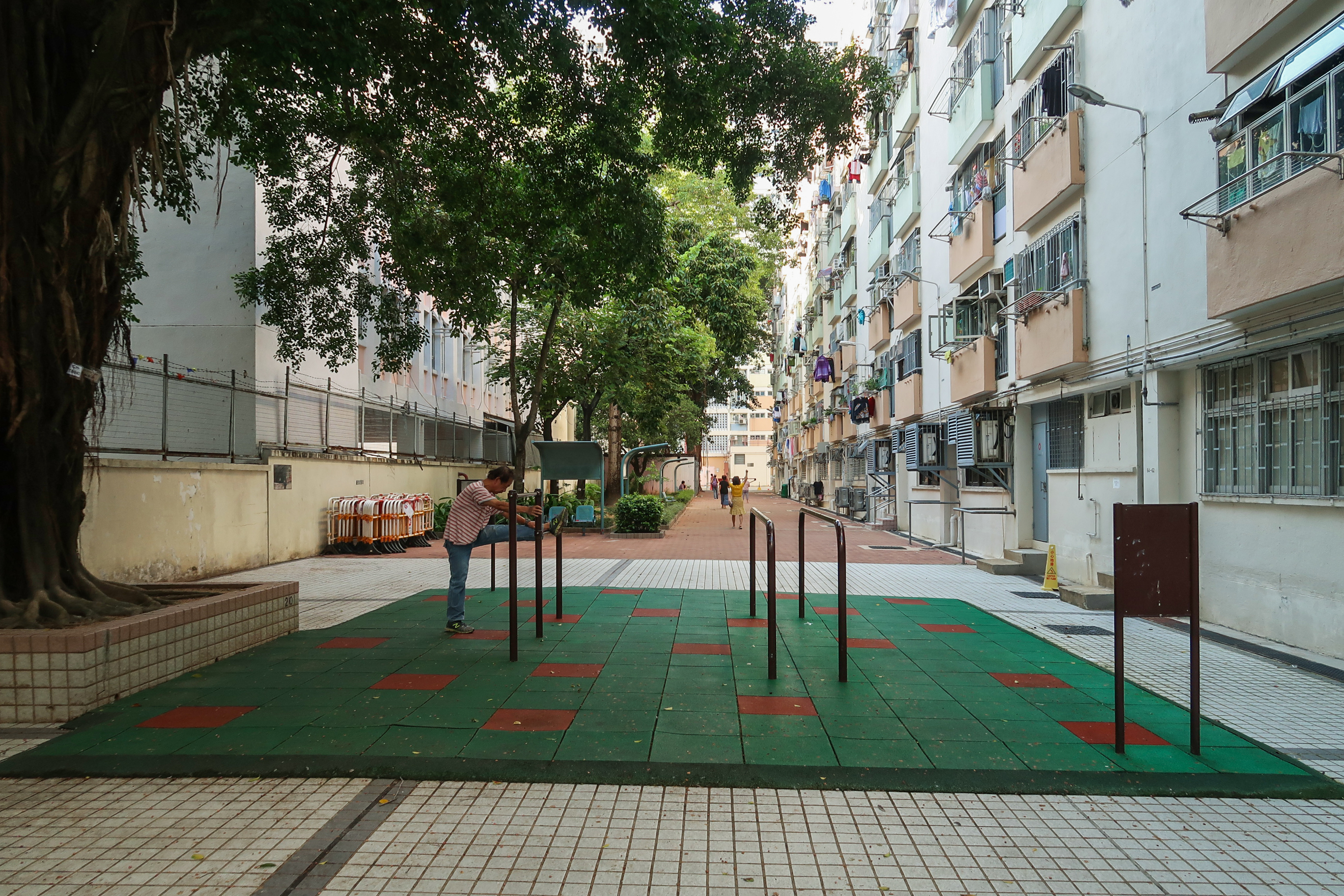
近金漢樓的健體區和休憩區
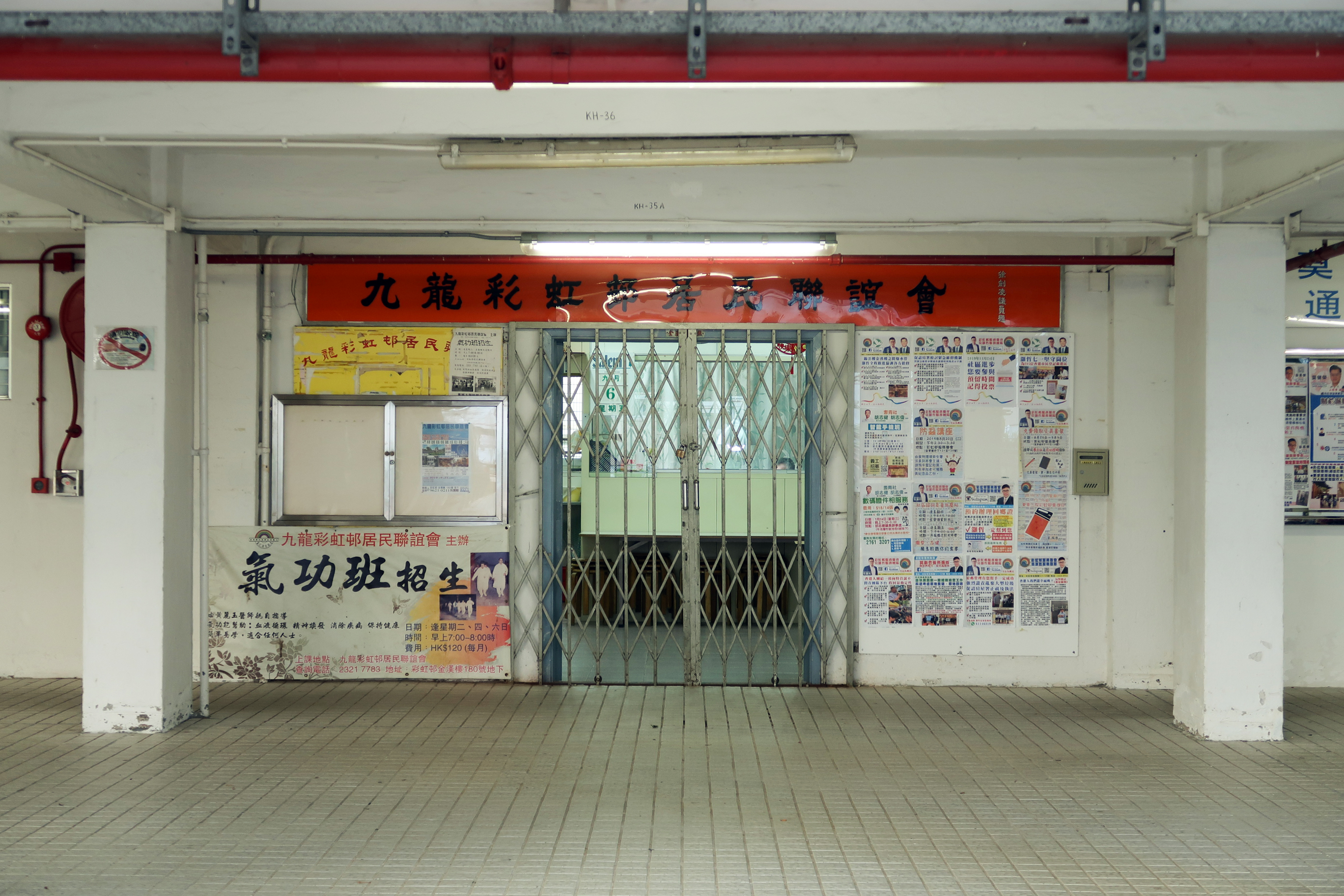
九龍彩虹邨居民聯誼會
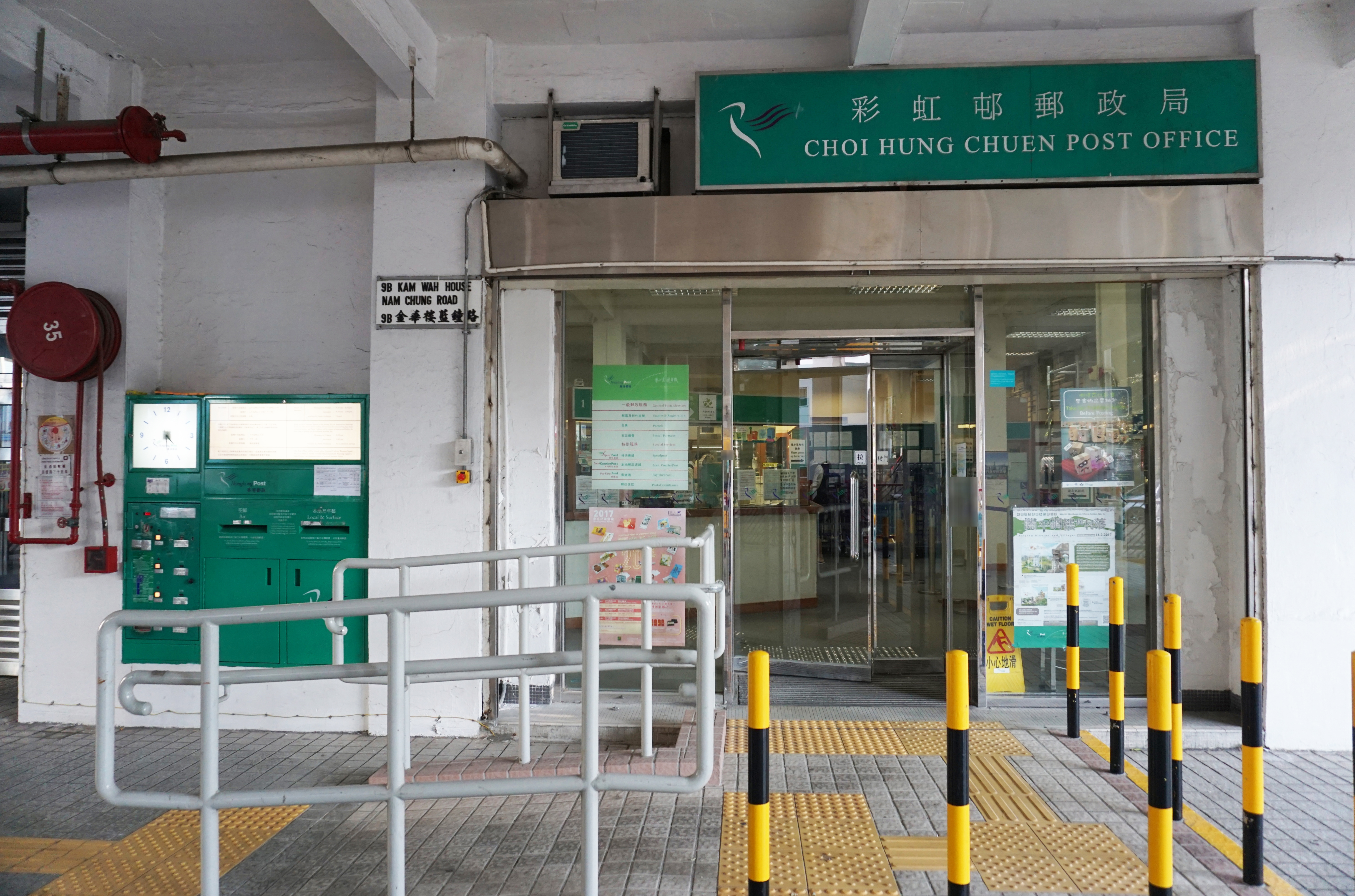
彩虹邨郵政局

### 邨內街道
彩虹邨內七條道路均以慣稱彩虹七色（紅、橙、黃、綠、青、藍、紫）作首字：
- 紅梅路（英語：Hung Mui Avenue）
- 橙花路（英語：Chang Fa Avenue）
- 黃菊路（英語：Wong Kuk Avenue）
- 綠柳路（英語：Luk Lau Avenue）
- 青楊路（英語：Ching Yeung Avenue）
- 藍鐘路（英語：Lam Chung Avenue）
- 紫葳路（英語：Tse Wai Avenue）

### 公共設施
- 彩虹邨停車場
- 彩虹邨郵政局（Choi Hung Chuen Post Office）
- 彩虹巴士總站
- 小型街市兩個

## 教育

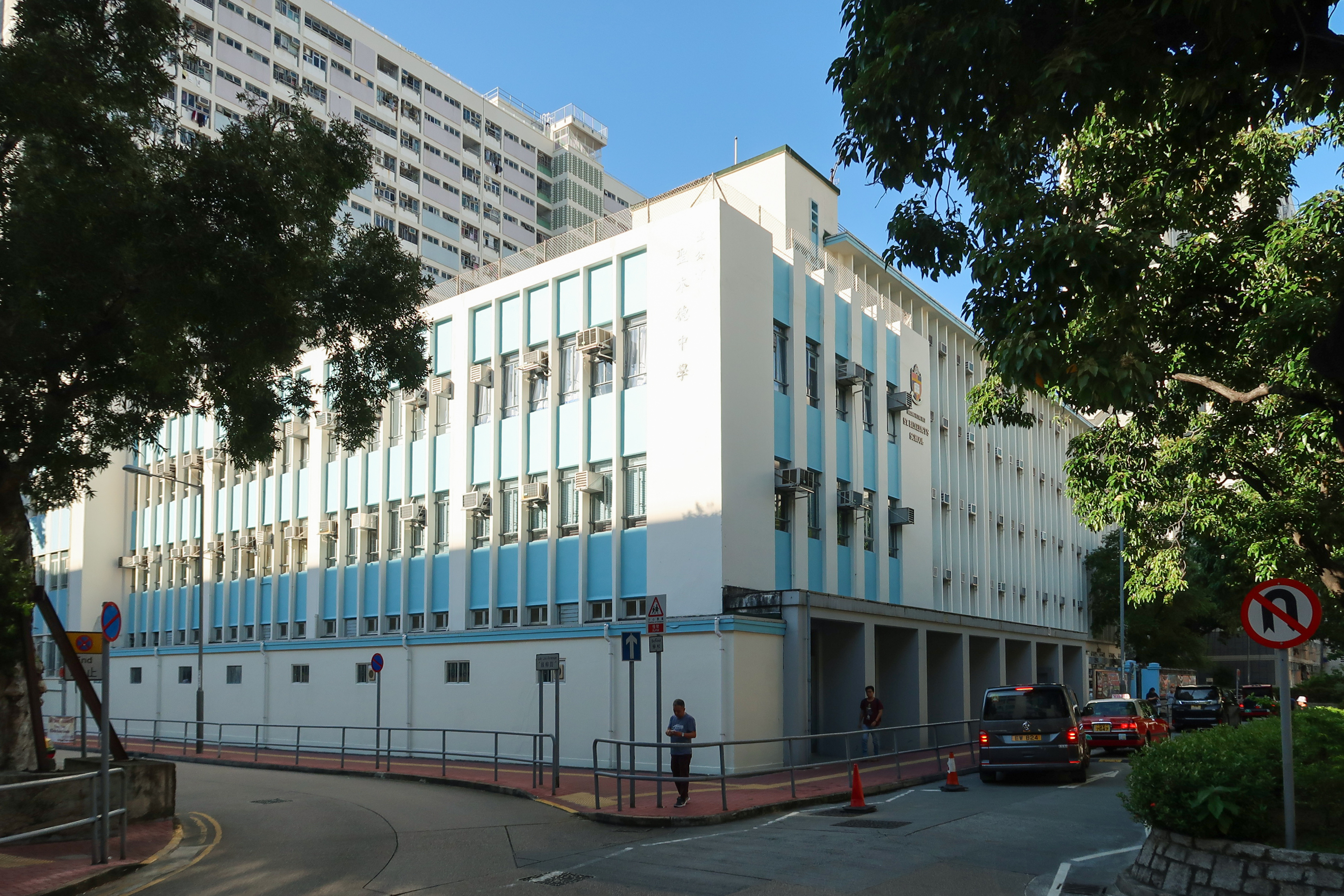
聖公會聖本德中學

### 中學
- 彩虹邨天主教英文中學
- 聖公會聖本德中學

### 小學
- 中華基督教會基華小學
- 聖公會靜山小學、聖公會日修小學（已合併為聖公會聖十架小學，並已遷校至啟晴邨；原址將合併重建為基華小學新校[14]，但校舍分配目前已被凍結）

### 幼稚園
- 第一幼稚園

## 特色地舖
彩虹邨屬早期建設的屋邨，當初沒設有獨立商場，只有一些商店散落在部份樓宇的地下，主要是金碧樓、金華樓、金漢樓、翠瓊樓一帶。這些商店在1962年隨屋邨落成而開設，零售面積接近4,500平方米。2005年房委會將旗下大部份商場及停車場售予領匯，即今日的領展房地產投資信託基金，但彩虹邨的商店沒有跟隨售出，至今仍由房委會持有。同時由於這個原因，彩虹邨商店的租金升幅較領展商場的溫和，不少歷史較久的商店都沒有因高昂租金而被迫走。但仍有少數民生商店也因公司營運問題而結業，當中包括已開業約38年（1986年開業）的大昌食品，截至2024年3月31日跟隨全線分店結束營業。位於金碧樓的漫畫世界則被《文化者》和《集誌社》在2020年代形容是「碩果僅存的租借漫畫店」和「香港現存少數可租借漫畫的店舖」。1964年搬到彩虹邨的金碧茶樓酒家則在重建消息公佈後吸引譚玉瑛和文化體育及旅遊局局長楊潤雄等人光顧。

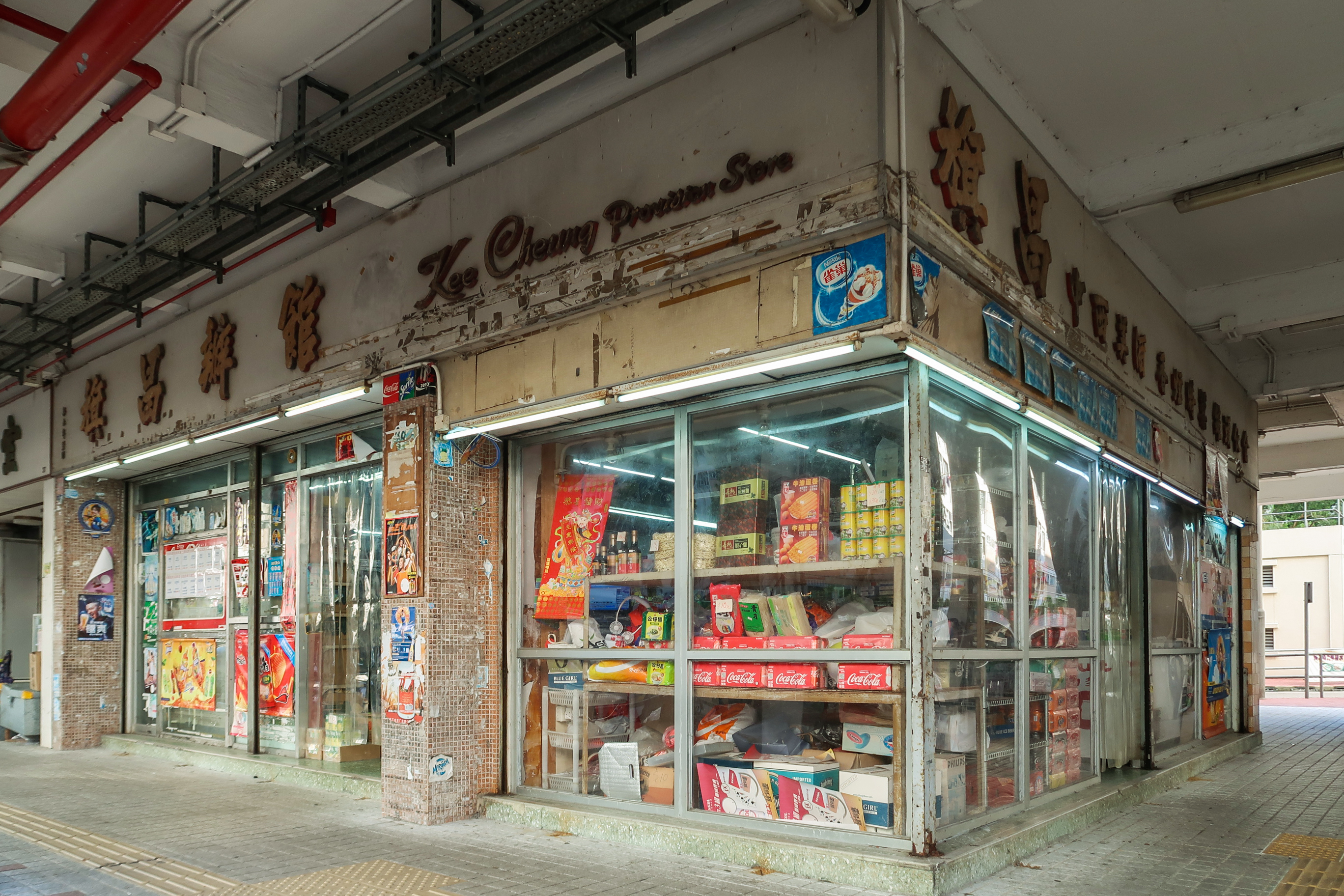
零食店旗昌辦館
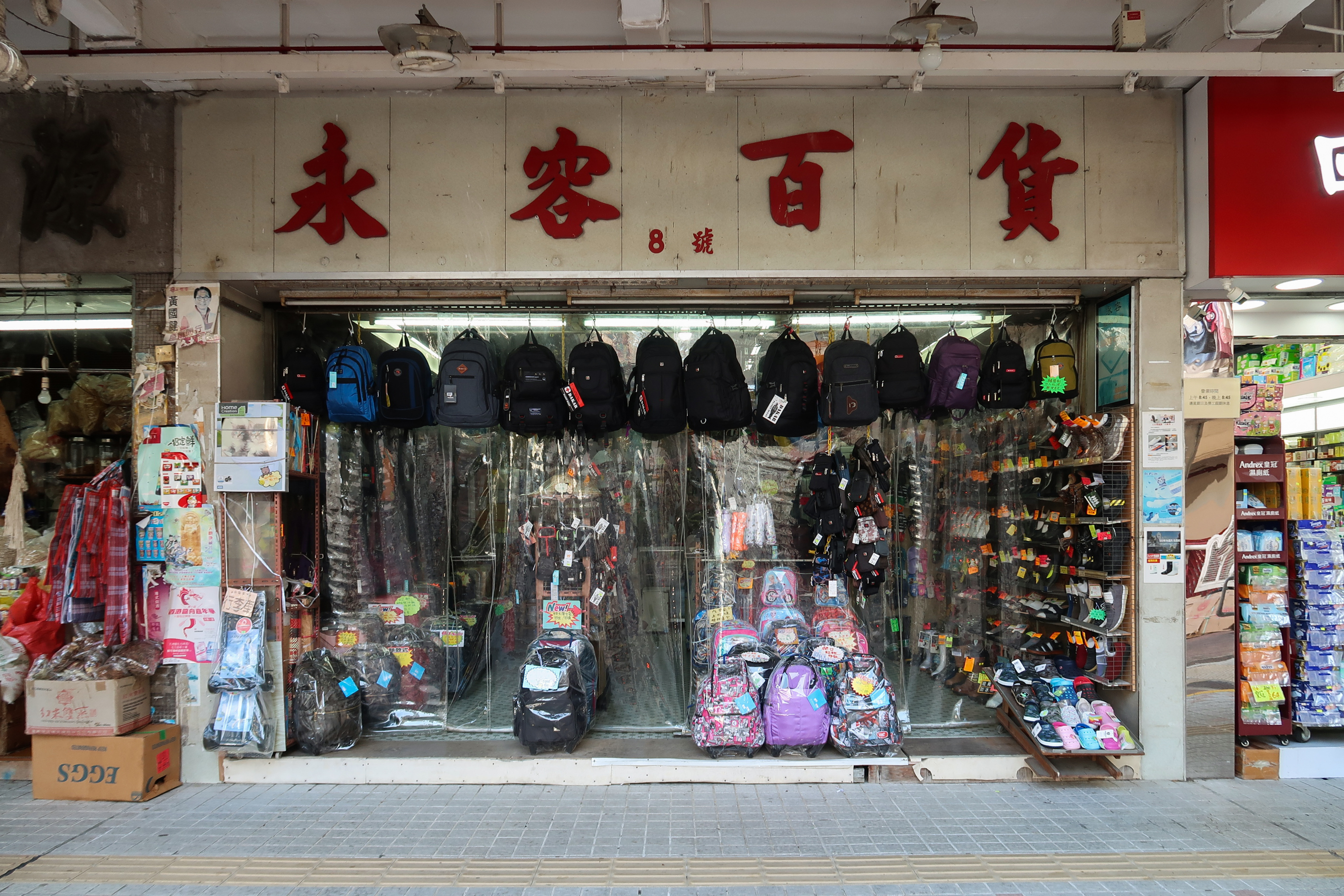
雜貨店
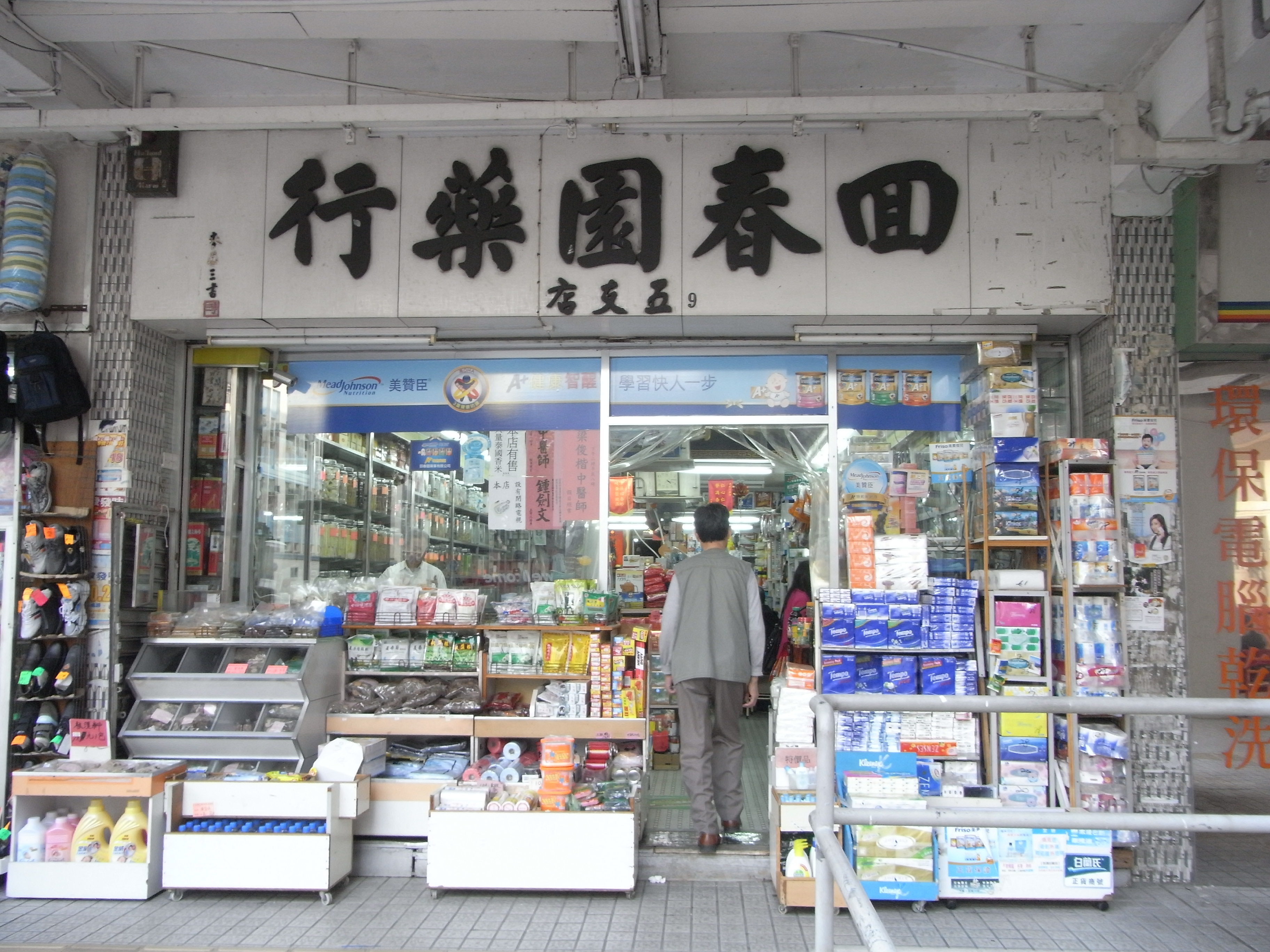
藥房
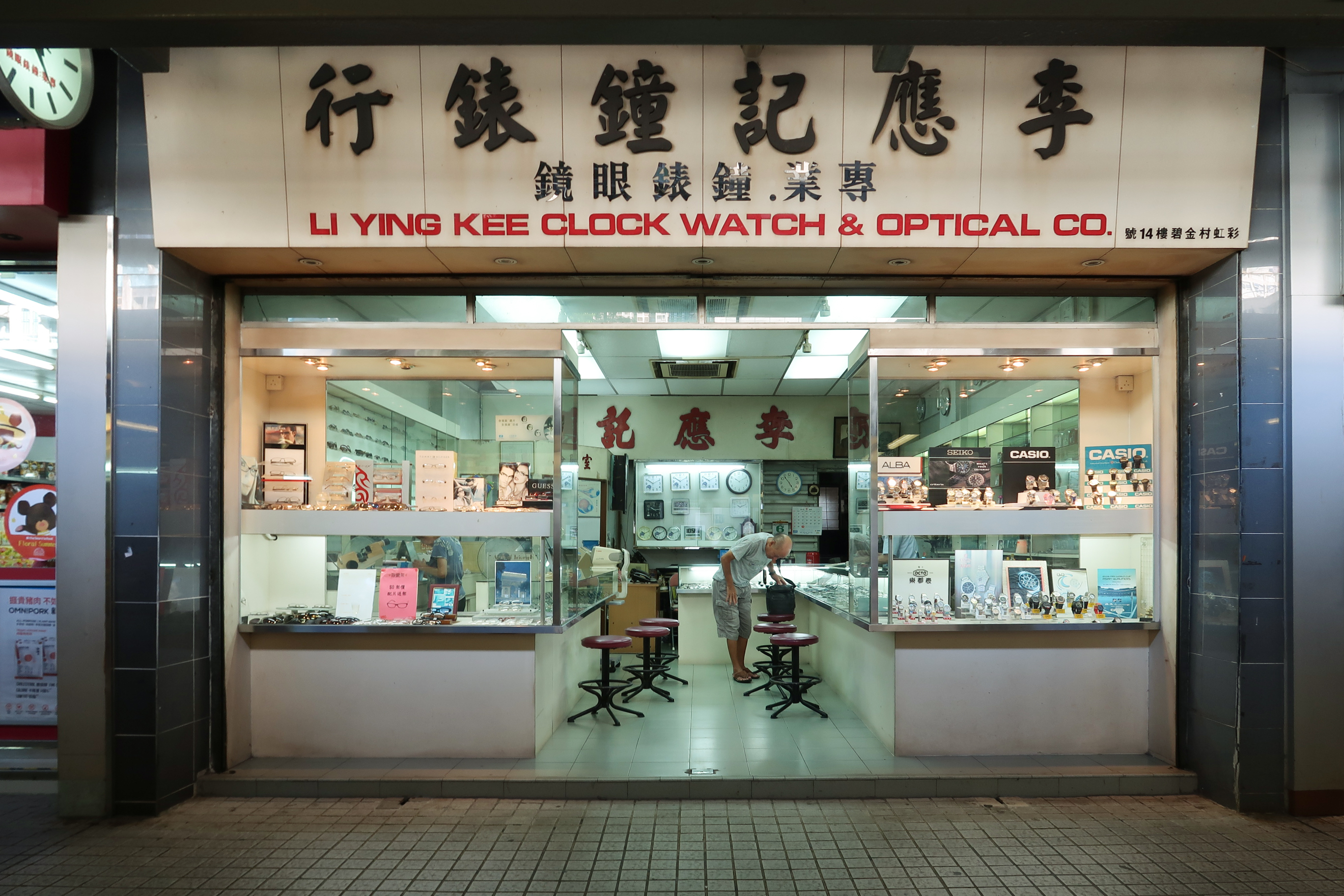
鐘錶行
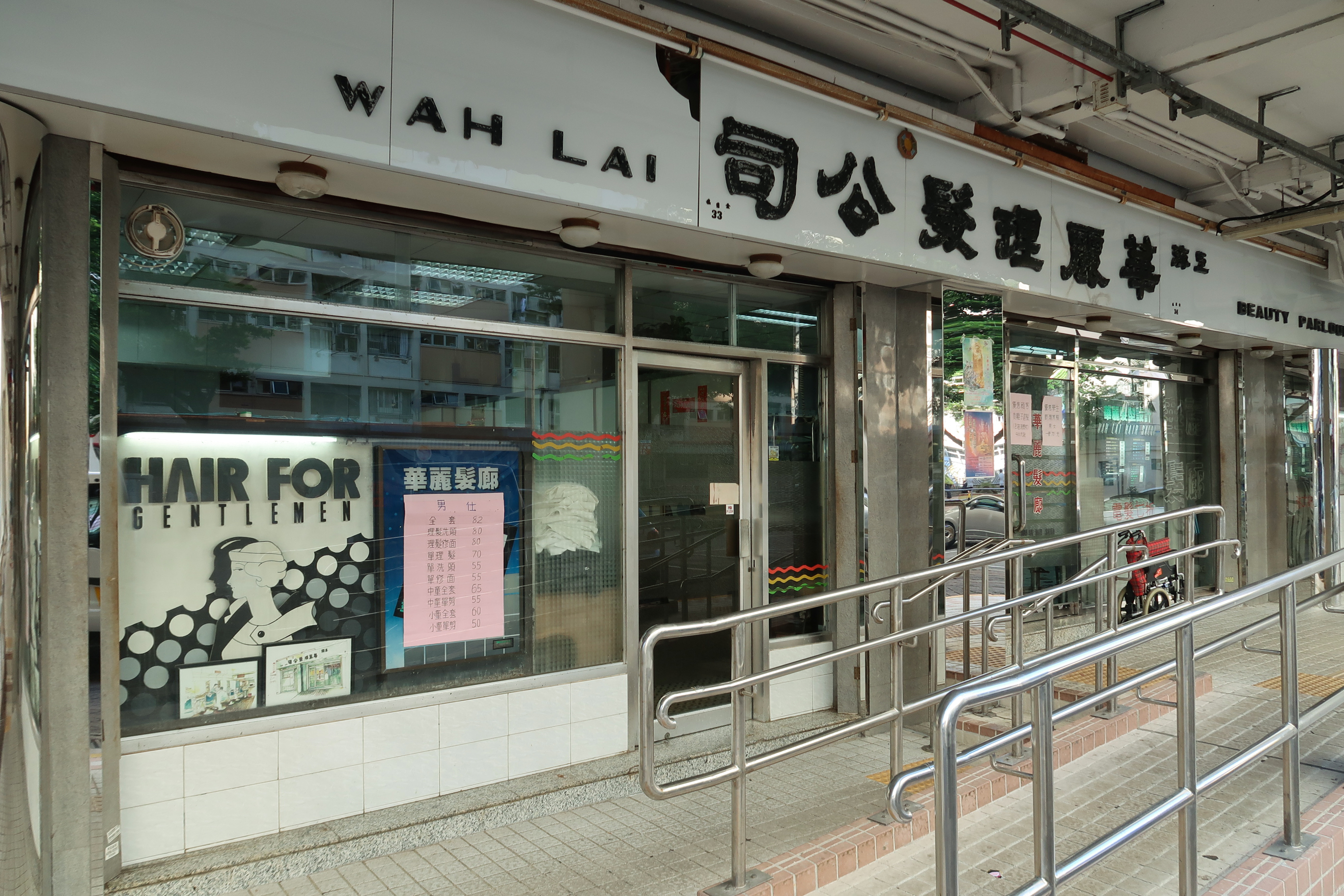
開業多年的理髮店
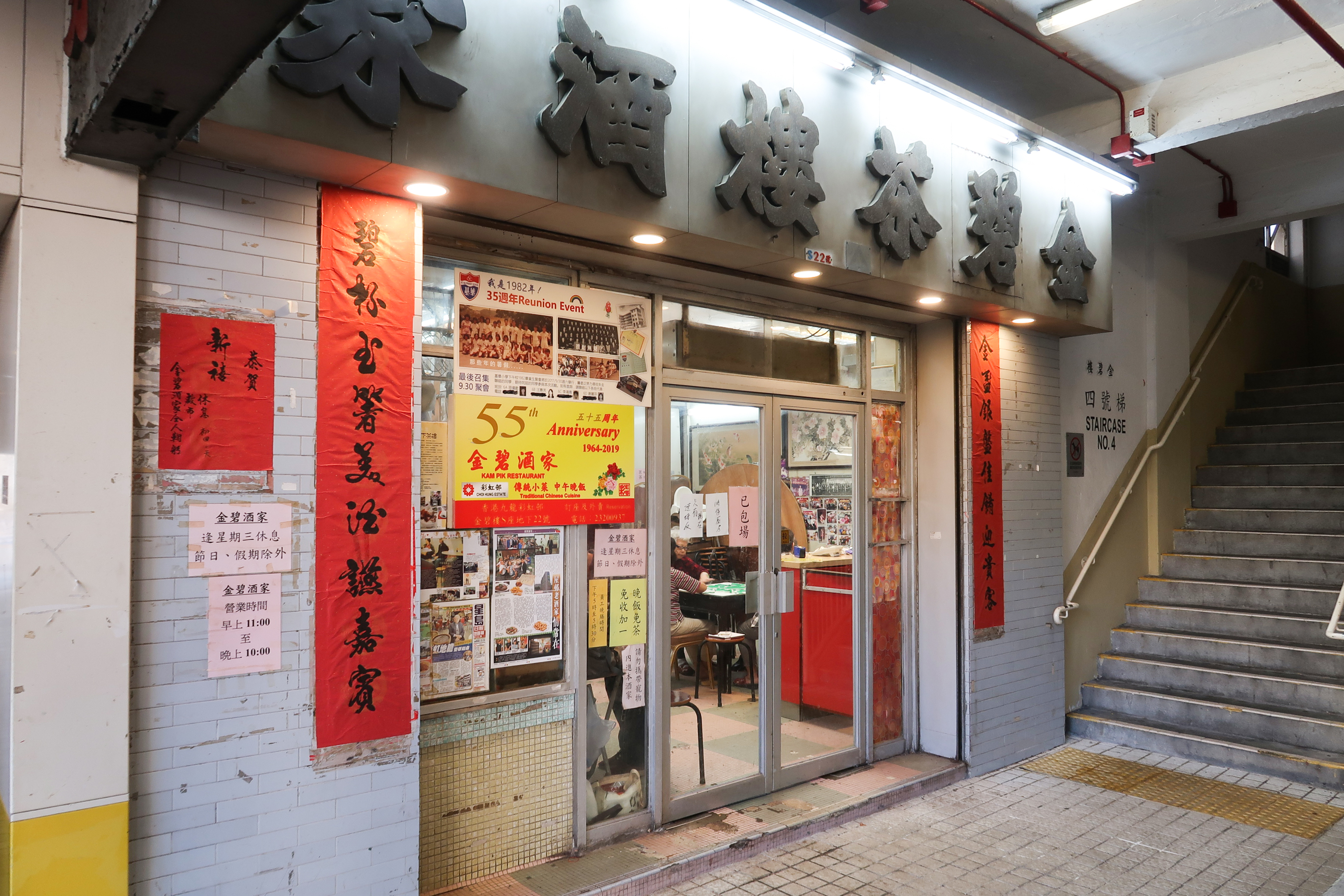
金碧酒家屹立彩虹邨50多年
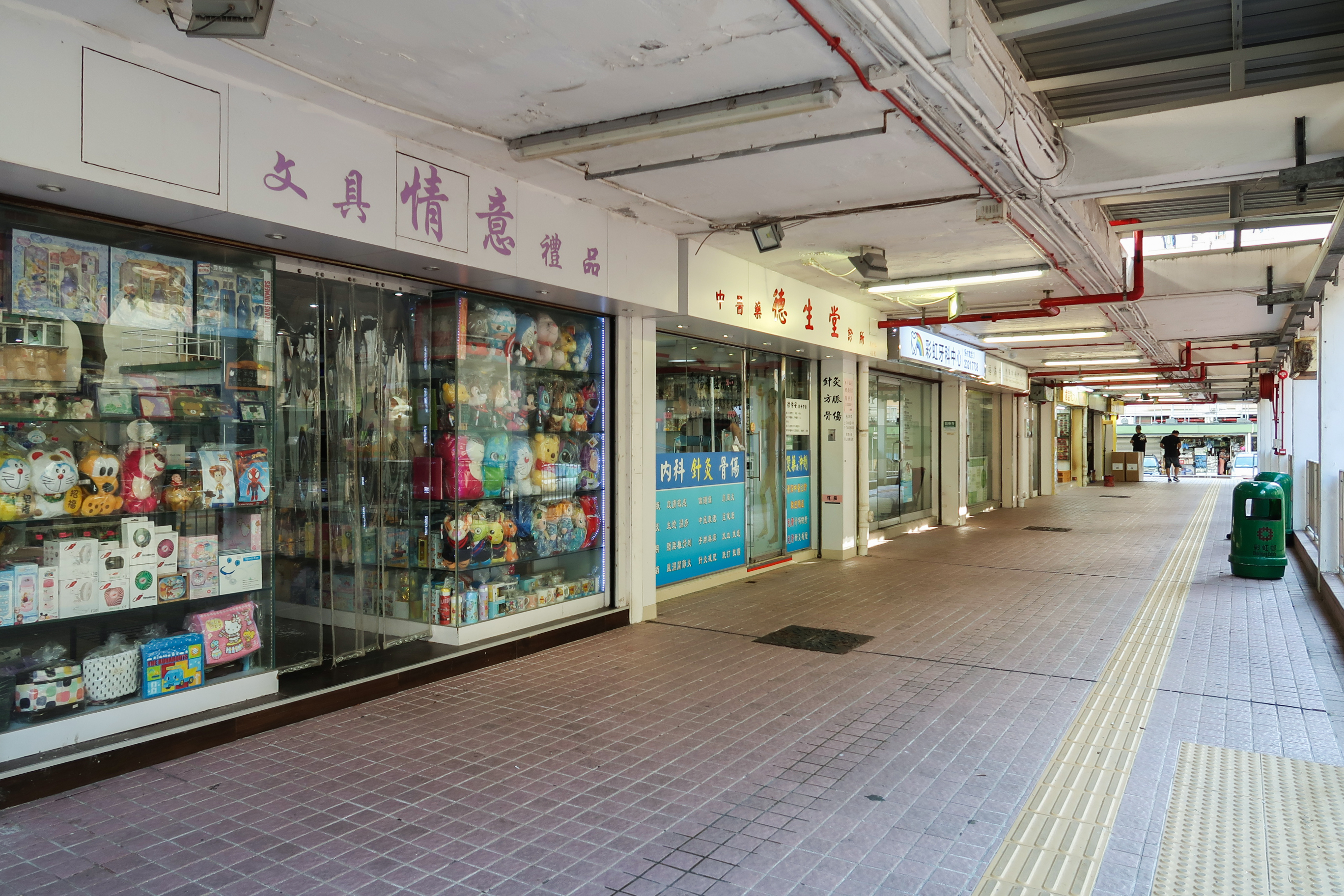
翠瓊樓商鋪

## 圖片庫

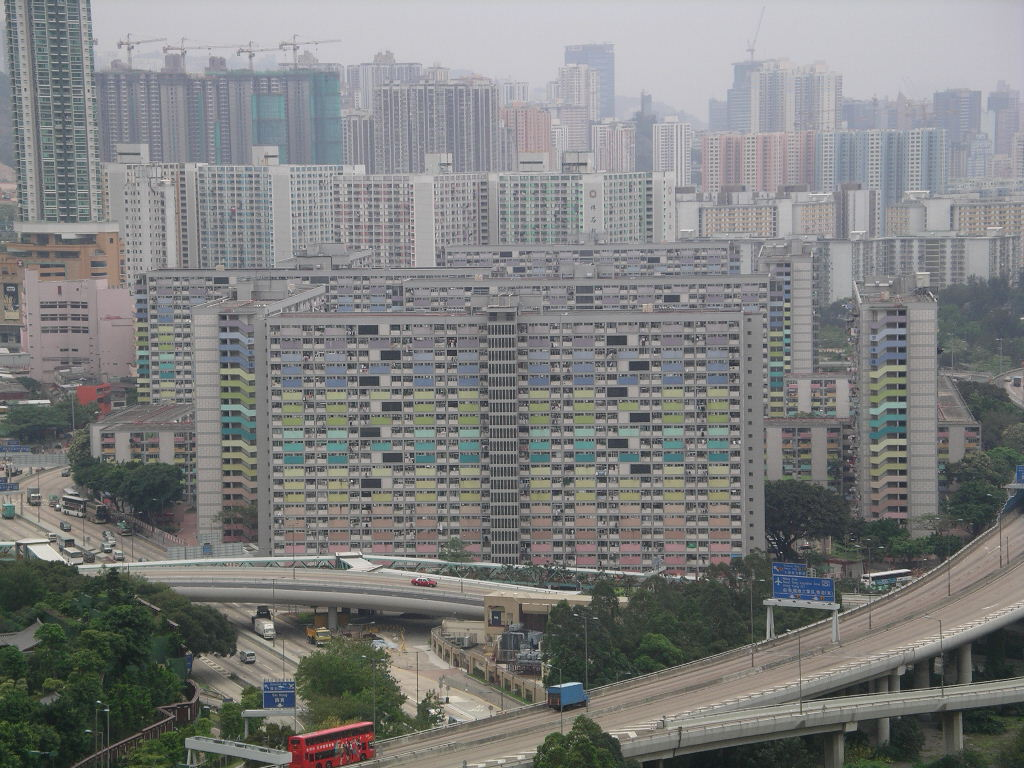
彩虹邨全貌（2007年5月）
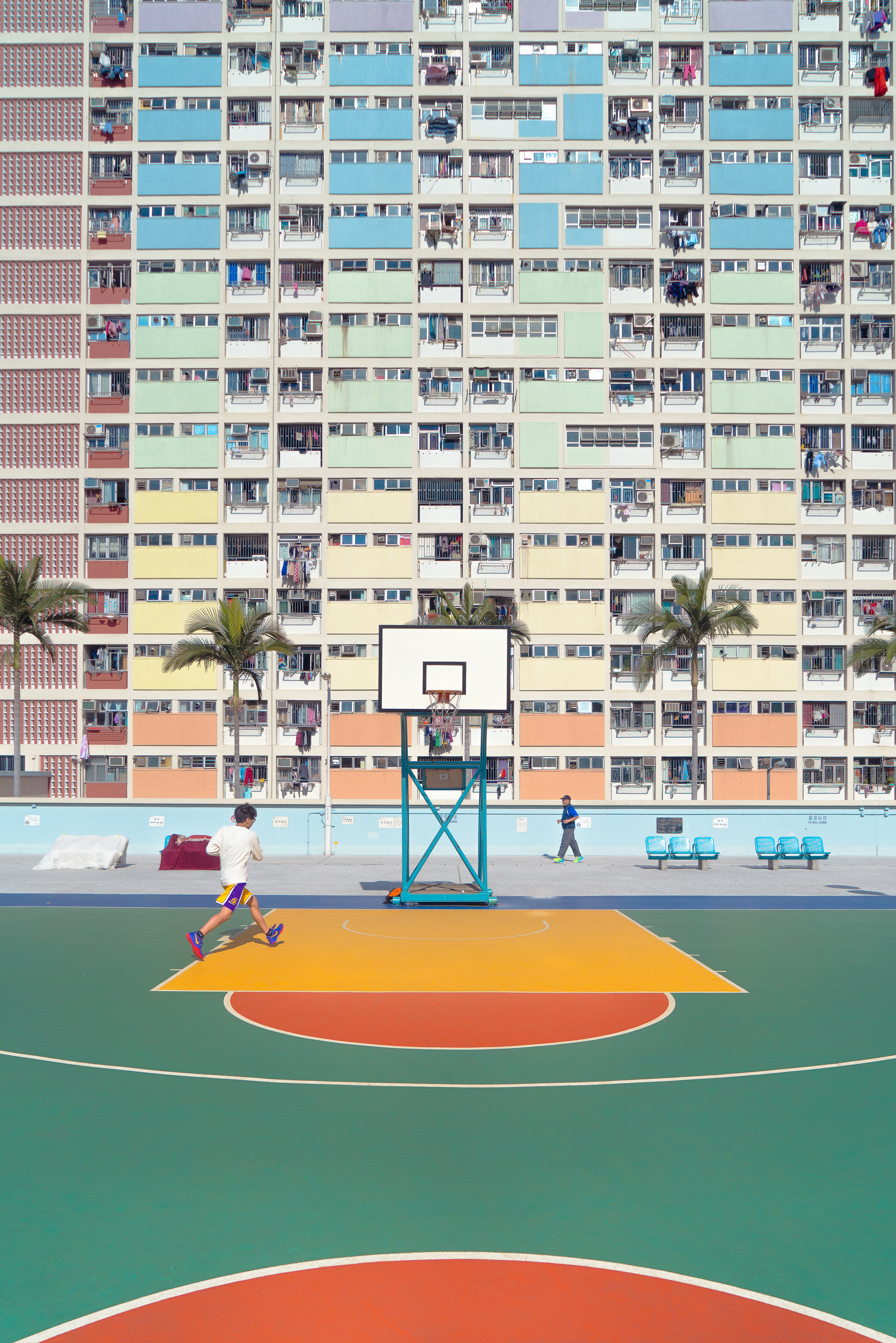
彩虹邨拍攝作品（經過後期製作）
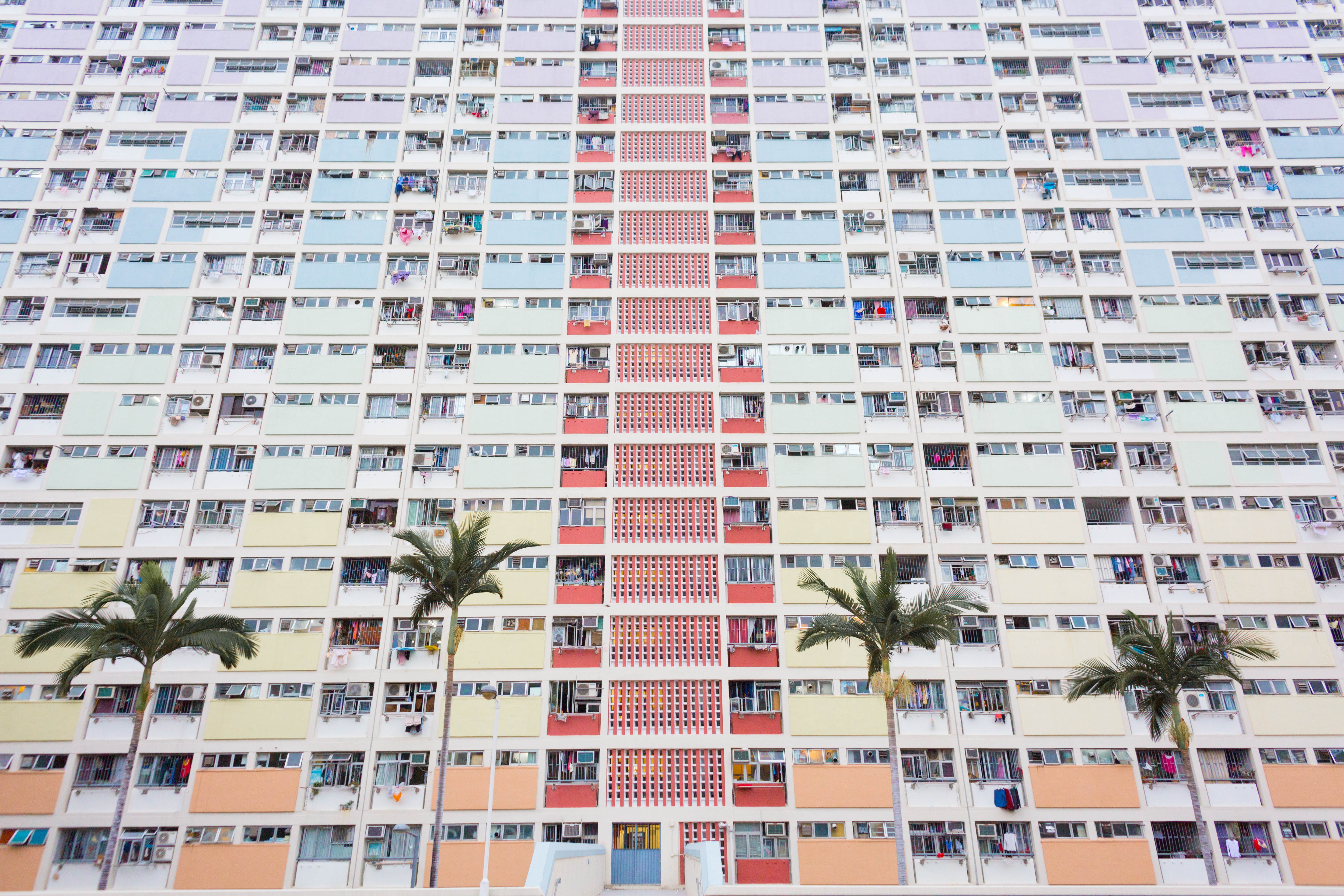
彩虹邨樓宇
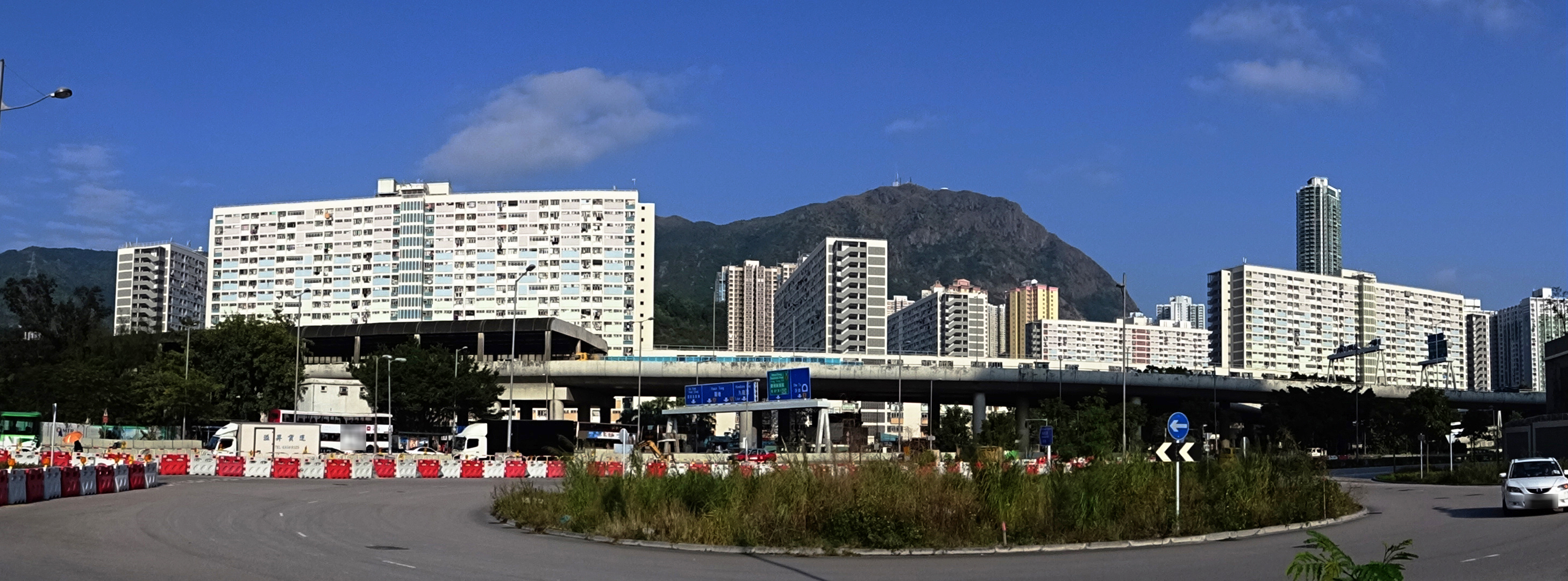
彩虹邨西南面
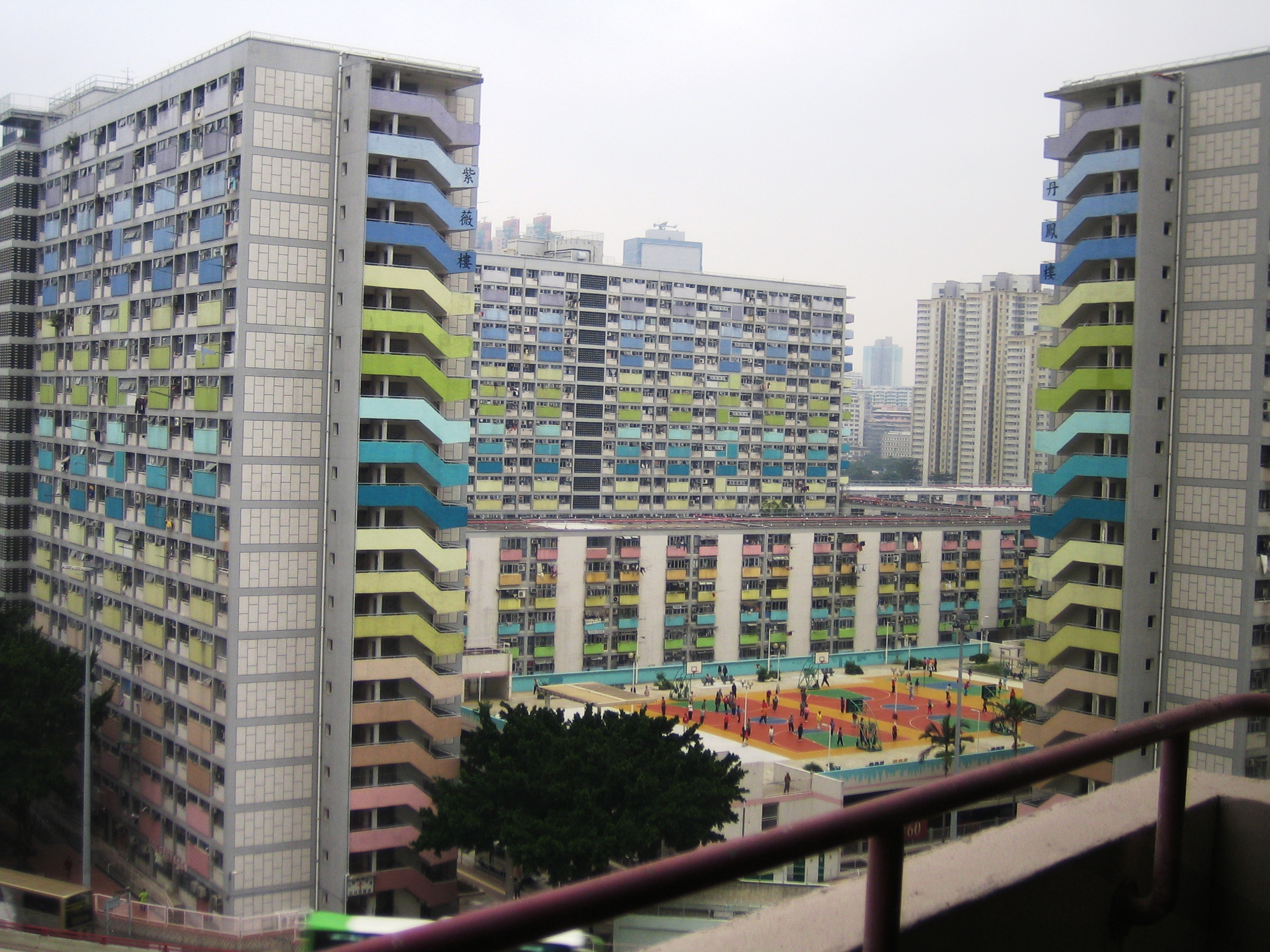
彩虹邨（攝於牛池灣市政大廈）
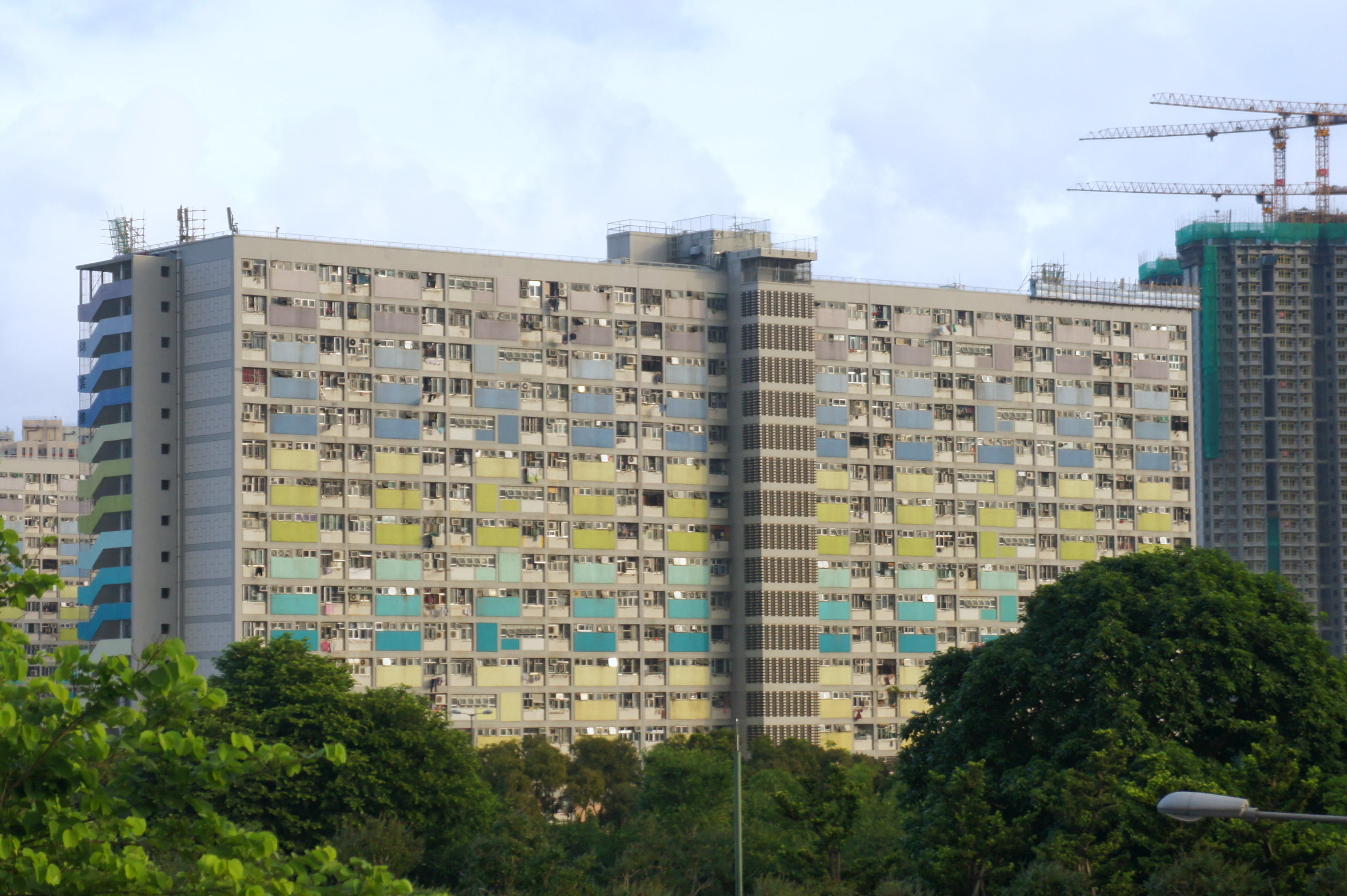
彩虹邨錦雲樓北面外貌
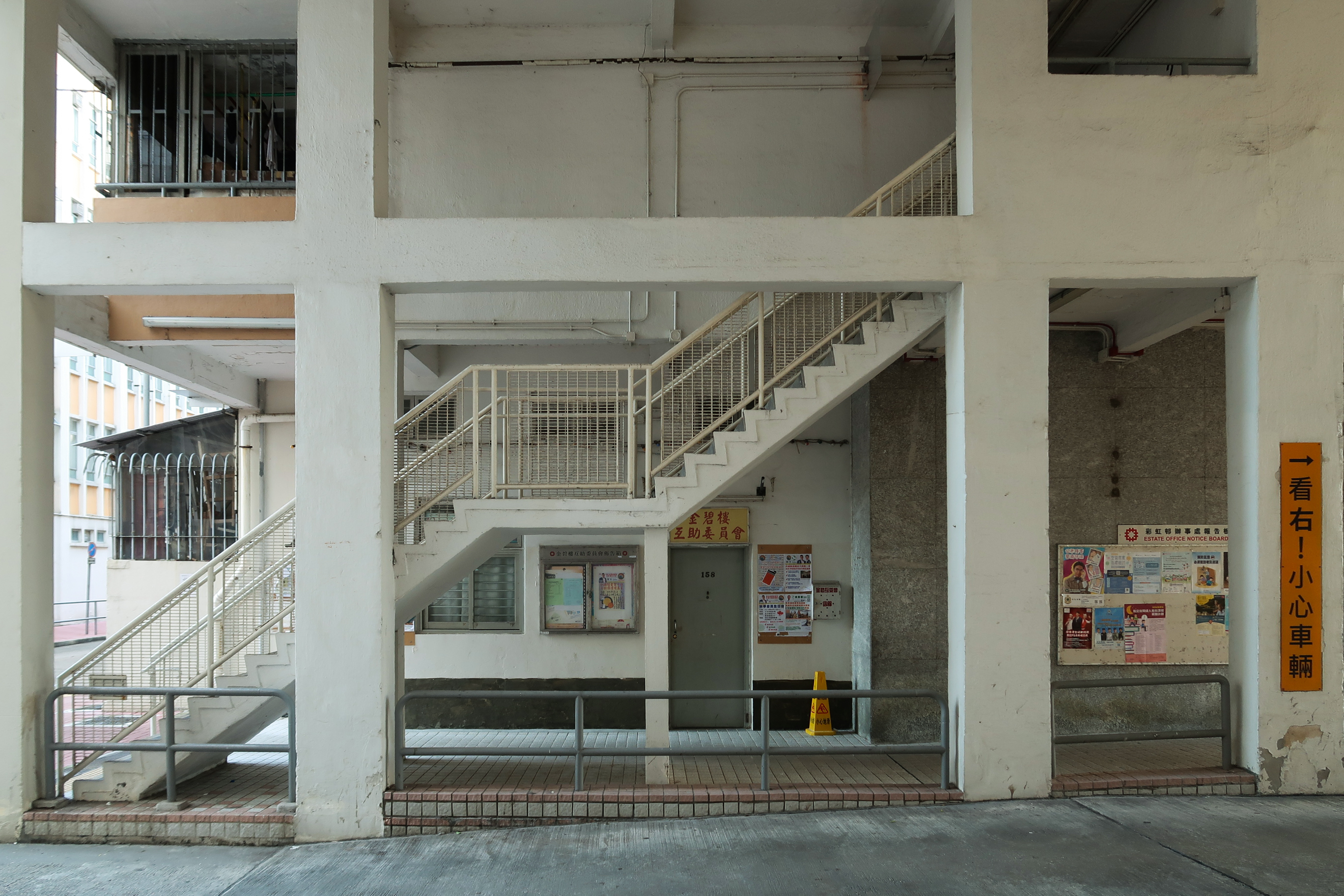
金碧樓地下樓梯
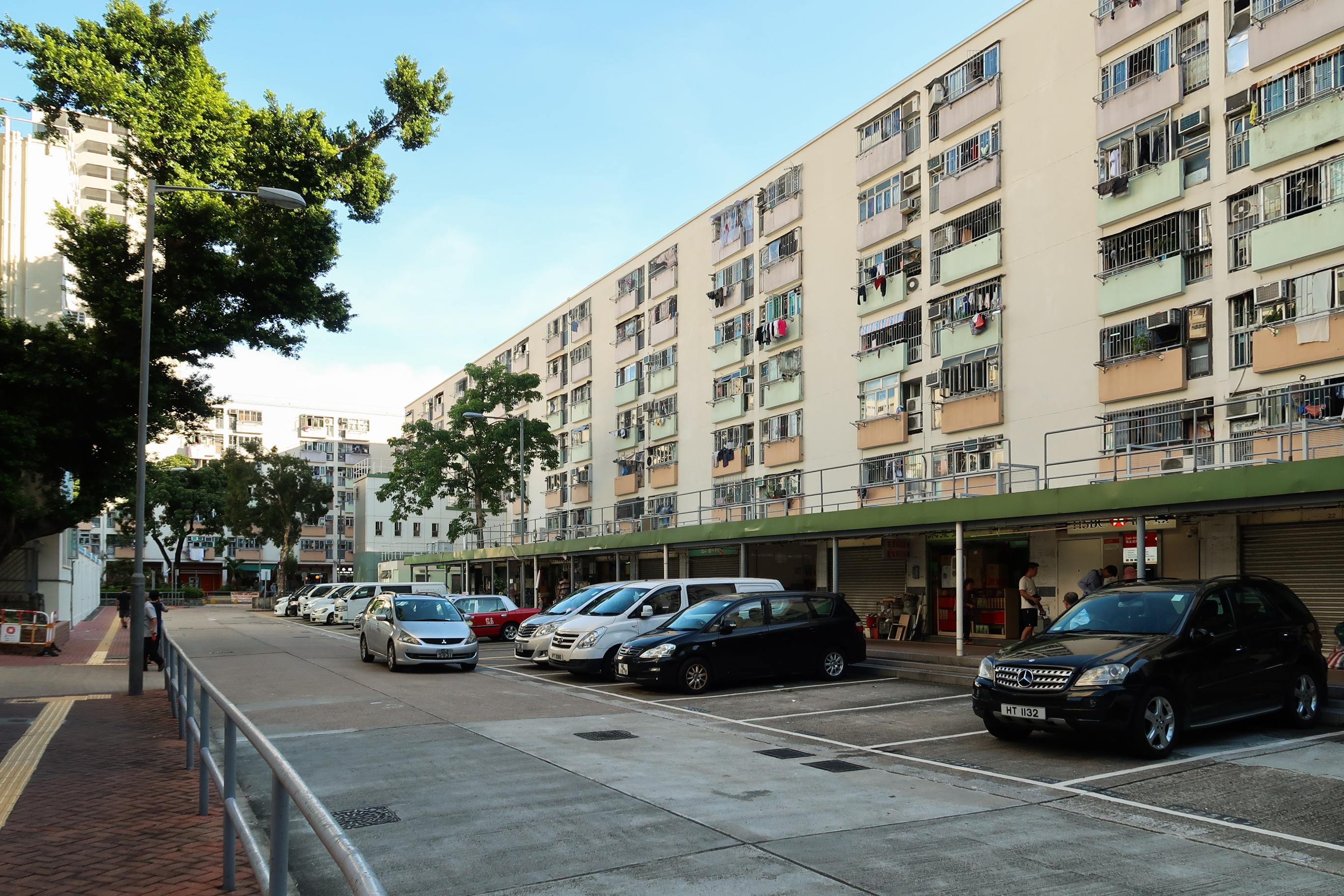
彩虹邨金碧樓外觀
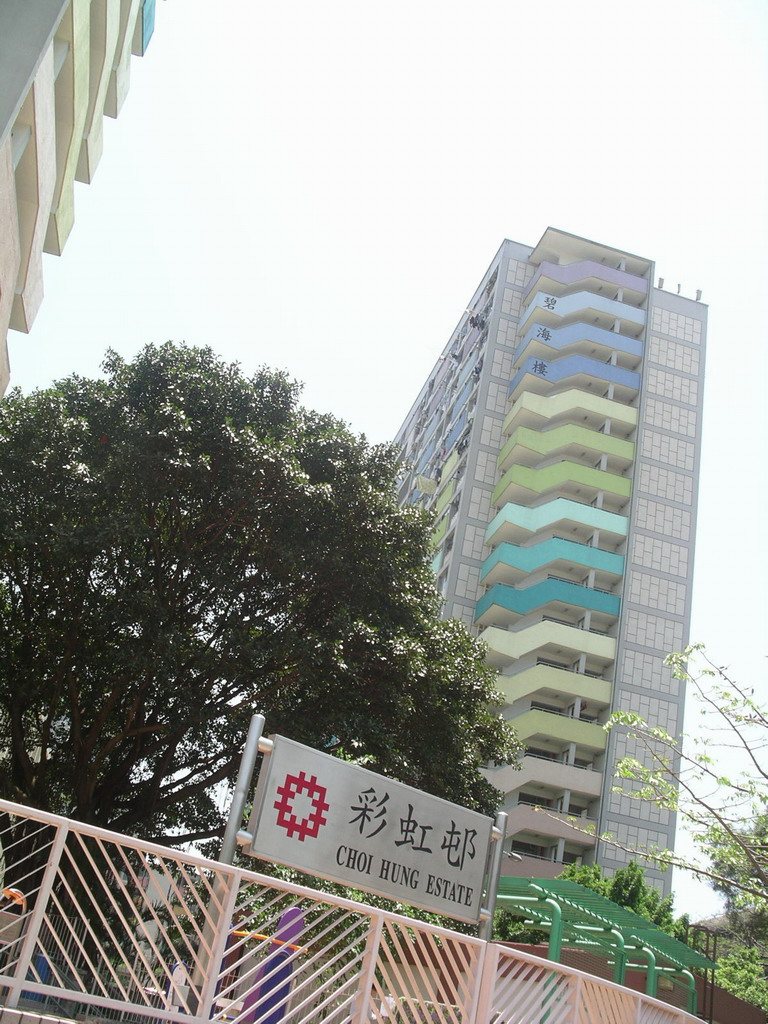
彩虹邨（2007年）

## 知名住客
- 楊貫一：馳名海外的阿一鮑魚創始人、曾獲「世界御廚」名譽，香港著名廚師
- 陳家強︰財經事務及庫務局前局長，童年於彩虹邨長大[19]
- 陶君行：社會民主連線前主席，前黃大仙區議會議員，在彩虹邨長大
- 呂宇俊：2006年香港十大傑出青年，有「零分博士」之稱[20]
- 羅君左：香港已故藝人，2010年因心臟病離世[21]
- 郭鋒：香港資深藝人
- 歐陽珮珊：已故香港影視女演員
- 陳國威：索尼音樂娛樂大中華區董事總經理
- 鄭經翰：香港名嘴、前立法會議員，在參選2004年香港立法會選舉時稱曾住在金漢樓
- 黃洋達：前熱血公民首領、熱血時報創辦人，在彩虹邨長大
- 鄭松泰：前熱血公民成員兼立法會議員，在彩虹邨長大
- 謝君豪：香港男演員，在紫薇樓11樓長大。2022年12月參與房委會與無綫電視合作拍攝的《回家》特備節目，並返回該處探訪。[註 3]
- 陳十三：香港著名編劇[註 4]
- 潘燦良：香港舞台劇及電視演員[註 5]
- 劉以達：香港著名藝人[註 6]

## 區議會議席分布
| 紫薇樓及丹鳳樓                                         | 池彩選區 | 池彩選區 | 池彩選區 | 池彩選區 | 池彩選區 | 池彩選區 | 黃大仙東選區 | 黃大仙東選區 | 黃大仙東選區 |
| 綠晶樓及金華樓                                         | 池彩選區 | 池彩選區 | 彩虹選區 | 彩虹選區 | 彩虹選區 | 彩虹選區 | 黃大仙東選區 | 黃大仙東選區 | 黃大仙東選區 |
| 白雪樓、翠瓊樓、紅萼樓、碧海樓、錦雲樓、金碧樓及金漢樓 | 彩虹選區 | 彩虹選區 | 彩虹選區 | 彩虹選區 | 彩虹選區 | 彩虹選區 | 黃大仙東選區 | 黃大仙東選區 | 黃大仙東選區 |

## 外部連結
- 房委會物業位置及資料 彩虹邨 （页面存档备份，存于）